# Malchow
Malchow (Aussprache [ˈmalçoː]) ist eine Kleinstadt mit etwa 6000 Einwohnern im Süden von Mecklenburg-Vorpommern im Landkreis Mecklenburgische Seenplatte. Sie bildet für ihre Umgebung ein Unterzentrum und ist Verwaltungssitz des Amtes Malchow, dem weitere acht Gemeinden angehören. Seit 2005 gilt sie als Luftkurort, und 2011 erhielt sie den Namenszusatz „Inselstadt“, weil der historische Stadtkern auf einer Insel im Malchower See liegt.
Malchows Geschichte reicht mindestens bis in die spätslawische Zeit zurück, das Gebiet wurde ab Mitte des 12. Jahrhunderts zwangsweise christianisiert. 1235 erhielt der Ort die Stadtrechte, Malchow wurde eine bedeutende Tuchmacherstadt, beherrscht von vier Patrizierfamilien, mit selbstständiger Vertretung auf den Landtagen des Mecklenburgischen Kreises. 1697 und 1721 wurde die Stadt durch zwei Brände weitgehend zerstört, was das Stadtbild bis heute prägt. Schließlich expandierte die Stadt auf das umgebende Festland, gefördert durch Brückenbauten. Vor 1750 entstand eine kleine jüdische Gemeinde, die sich jedoch bereits vor der Zeit des Nationalsozialismus bis auf zwei Familien auflöste.

## Geografie

### Lage
Die Stadt liegt am und im Malchower See zwischen der Müritz im Osten und dem Plauer See im Westen. Die Verbindung zwischen dem Plauer See und dem Malchower See stellt der langgestreckte Petersdorfer See dar, dazu seine Verlängerung ostwärts, der Recken.

### Stadtgliederung
Malchow besteht aus den sechs Ortsteilen Biestorf im Westen, Lenz-Nord (im äußersten Westen), dann Malchow (Innenstadt) und Laschendorf auf der anderen Seeseite im Osten, Stadtrandsiedlung (im Norden) und Thälmannsiedlung (im Nordwesten). Innerhalb von Malchow liegt die Trostfeldsiedlung im Norden, Westsiedlung und Sandfeld sowie Neue Heimat den Süden bis zum Petersdorfer See sowie die ursprüngliche Insel, die Richtung Westen über eine Drehbrücke, Richtung Südosten über den Erddamm mit dem umgebenden Festland verbunden ist.

### Geologie

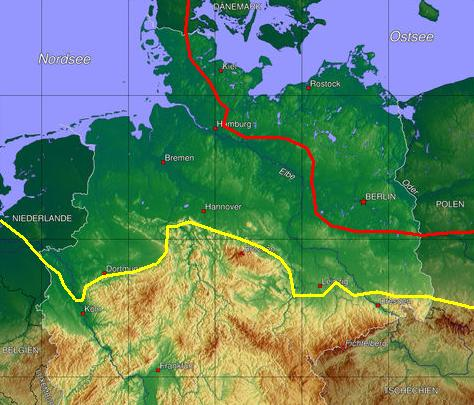
Das Gebiet um Malchow liegt am Südrand der Vergletscherung während der letzten Kaltzeit; die ältere Saale-Kaltzeit reichte weit darüber hinaus.

Ablagerungen aus der Weichsel-Kaltzeit, insbesondere des Weichsel-Hochglazials, sind in Mecklenburg weit verbreitet. Nur im Südwesten des Bundeslandes herrschen ältere Ablagerung aus der Saale-Kaltzeit vor. Die quartäre Abfolge erreicht durchschnittlich 50–100 m Mächtigkeit; in Rinnen können auch mehr als 500 m nachgewiesen werden. Ältere Schichten sind nur selten an der Oberfläche auszumachen.
Südlich von Malchow, etwa bei Stuer, verläuft die Endmoräne, der südlichste Bereich der Vergletscherung. Zwischen der über das Südende des westlich von Malchow gelegenen Plauer Sees verläuft die Frankfurter Eisrandlage. Diese und nördlich davon von Waren in Richtung Nordwesten ziehende Endmoränen des Pommerschen Eisvorstoßes weisen in Form von heutigen Höhenzügen darauf hin, dass sich das Niedertauen des Eises während der Frankfurt-Phase des Weichsel-Glazials in Form von Stillstandsphasen sowie zeitlich und räumlich begrenzten Eisvorstößen zugetragen hat. Hinter der Frankfurter Randlage entstanden so „Rückzugsstaffeln“, von denen die Poppentiner Endmoräne die markanteste ist, die sich zwischen Malchow und Waren von Nossentin über Untergöhren, Göhren-Lebbin und Poppentin bis Sietow und Gotthun am Westufer der Müritz als deutlich erkennbarer Höhenzug erstreckt, der bis zu 103 m Höhe erreicht. Kennzeichnend für die Poppentiner Endmoräne sind die zahlreichen Vorkommen von Kreidekalken, die in Form von Schollen in der vor allem aus Geschiebemergel aufgebauten Endmoräne und ihrem nördlichen Rückland liegen. Die Kreideschollen werden dem Oberturon zugeordnet, sind also etwa 90 Millionen Jahre alt. Der Herkunftsort der Schollen liegt allerdings 30 km nordöstlich im Bereich der Struktur Malchin, wo diese Ablagerungen beim Aufstieg von Zechsteinsalzen an die Oberfläche gehoben wurden. Dort wurden sie vom Inlandeis abgeschert und nach Südwesten verfrachtet. Die Schollen zerbrachen während dieses Transportes.
Tertiäre und kreidezeitlicheliche Kalklager wurden bereits seit dem Mittelalter für die Herstellung von Branntkalk genutzt. Bis in die Nachkriegszeit kam der Kreidekalk auch als Düngemittel zum Einsatz. Die Kreide des Malchower Bezirks stellt außerhalb Rügens die größte Konzentration glazialer Kreide-Schollen des Bundeslandes dar. Die Nutzung des nördlich des Fleesensees gelegenen und wohl größten Kalkabbaus des Malchower Bezirks ist zwischen 1789 und 1910 belegt. Die Scholle im Kalkberg zählt wahrscheinlich zu den ältesten genutzten Kreidevorkommen des Bezirks (bis etwa 1900). Ein letzter Abbauversuch erfolgte 1950 bis 1952, spätere Pläne erübrigten sich nach 1990.

## Geschichte

### Slawen

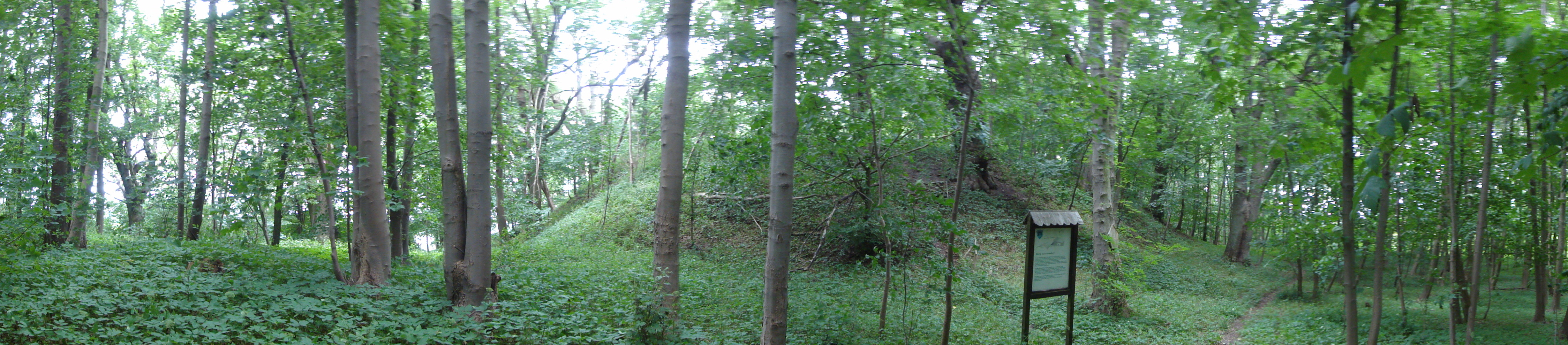
Burgwall Laschendorf

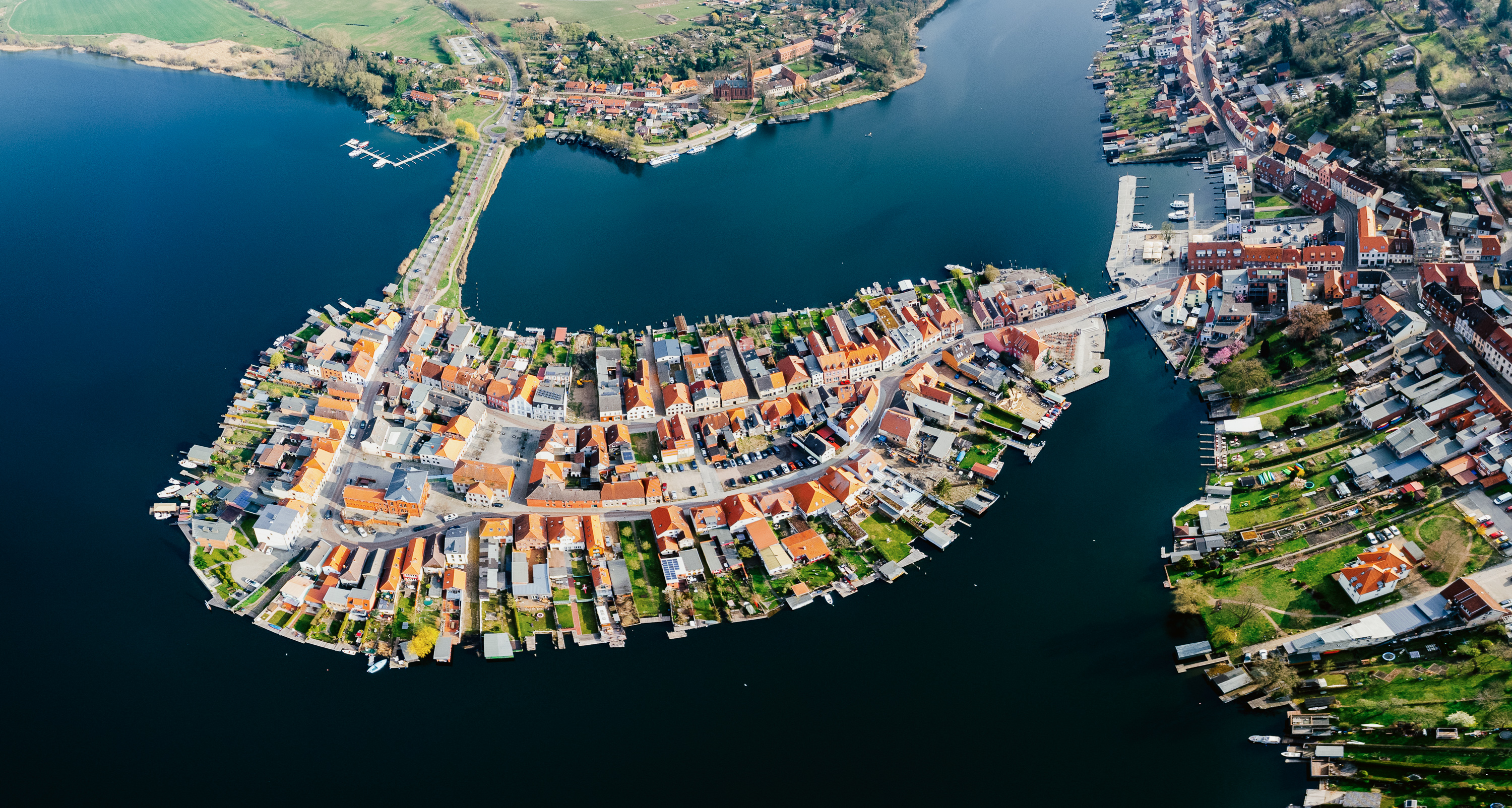
Luftbild der Insel

Spätestens 1867 mit Georg Christian Friedrich Lischs Urgeschichte des Ortes Malchow entstand ein erster Versuch, die vorschriftliche Geschichte der Insel und ihrer Umgebung darzustellen, die als Geschichte der Wenden aufgefasst wurde und in deren Mittelpunkt ein großer Burgwall stand (Burgwall Laschendorf), aber auch ein „heiliger Hain“. Das Gebiet südlich des Malchower Sees war bereits in der Slawenzeit besiedelt – es war das Dorf „Alt Malchow“ und somit älter als die Stadt „Neu Malchow“.
Südwestlich von Malchow soll König Otto I. 955 in einer Schlacht, der Schlacht an der Raxa, über eine slawische Koalition unter Stoignew gesiegt haben. Jedoch lässt sich der Ort des Kampfes nicht sicher lokalisieren. Die eroberten Gebiete befreiten sich im Slawenaufstand von 983 von der Oberherrschaft des Reiches.

### Schwertmission (ab 1147), Bistum Schwerin (1170), Slawen und Siedler aus dem Westteil des Reiches
Auf einer Insel im Malchower See erbaut, wurde Malchow 1147 erstmals urkundlich im Zusammenhang mit einem von Sachsen durchgeführten Kriegszug erwähnt, der schließlich zur endgültigen Eroberung des Gebietes führte. Auf der anderen Seite des Malchower Sees befand sich noch immer die besagte slawische Burg, die besetzt wurde. Diese verlustreichen Kämpfe werden als Teil des Wendenkreuzzugs betrachtet. Die sächsischen Fürsten hatten auf dem Reichstag zu Frankfurt (1147) die Teilnahme an einem neuerlichen Kreuzzug ins Heilige Land unter Verweis auf die Bedrohung ihrer Grenzen durch heidnische Slawen abgelehnt. Die mächtigsten Fürsten Sachsens, Albrecht der Bär und Heinrich der Löwe, gehörten zu den treibenden Kräften, sich auf so naheliegende Art der an sie gestellten Erwartungen zu entledigen, an einem Kreuzzug in ein weit entferntes Land teilzunehmen.
1160 zerstörte der Abodritenfürst Niklot die Burg, in die wenig später ein Ministeriale Heinrichs des Löwen einzog. 1164 eroberte jedoch der Abodritenfürst Pribislaw einige slawische Festungen zurück, darunter auch Malchow. Daraufhin unternahm Heinrich einen zweiten Feldzug. Der 1163 gefangen genommene Bruder Pribislaws, Wertislaw, soll, so eine spätere Legende, in Malchow auf dem Trostberg hingerichtet worden sein, während Heinrichs Heer dort rastete. Pribislaw gab die Burg nun auf und verschanzte sich in Demmin, wo er in der Schlacht bei Verchen gegen eine Vorhut unterlag.
Malchow und die weitere Umgebung fielen den Eroberern zu und es folgte die militärische und kirchliche Neuorganisation. Siedler aus dem Altreich wurden angeworben. Dabei erhielt der Obodritenfürst Pribislav im Jahr 1167 die Terra Obodritorum (mit Ausnahme der Grafschaft Schwerin) als Lehen Heinrich zurück und er konvertierte zum Christentum. 1170 wurde der Ort „Malechowe“ dem Bistum Schwerin zugeschlagen. In der zweiten Hälfte des 13. Jahrhunderts war es allerdings Röbel, das die Region dominierte. Später waren dies Waren, Plau und die Lenzburg. Ab etwa 1200 zogen Siedler aus Westfalen, Niedersachsen, Friesland und Holstein ins Land.

### Stadtrecht (1235), von Werle (bis 1354)

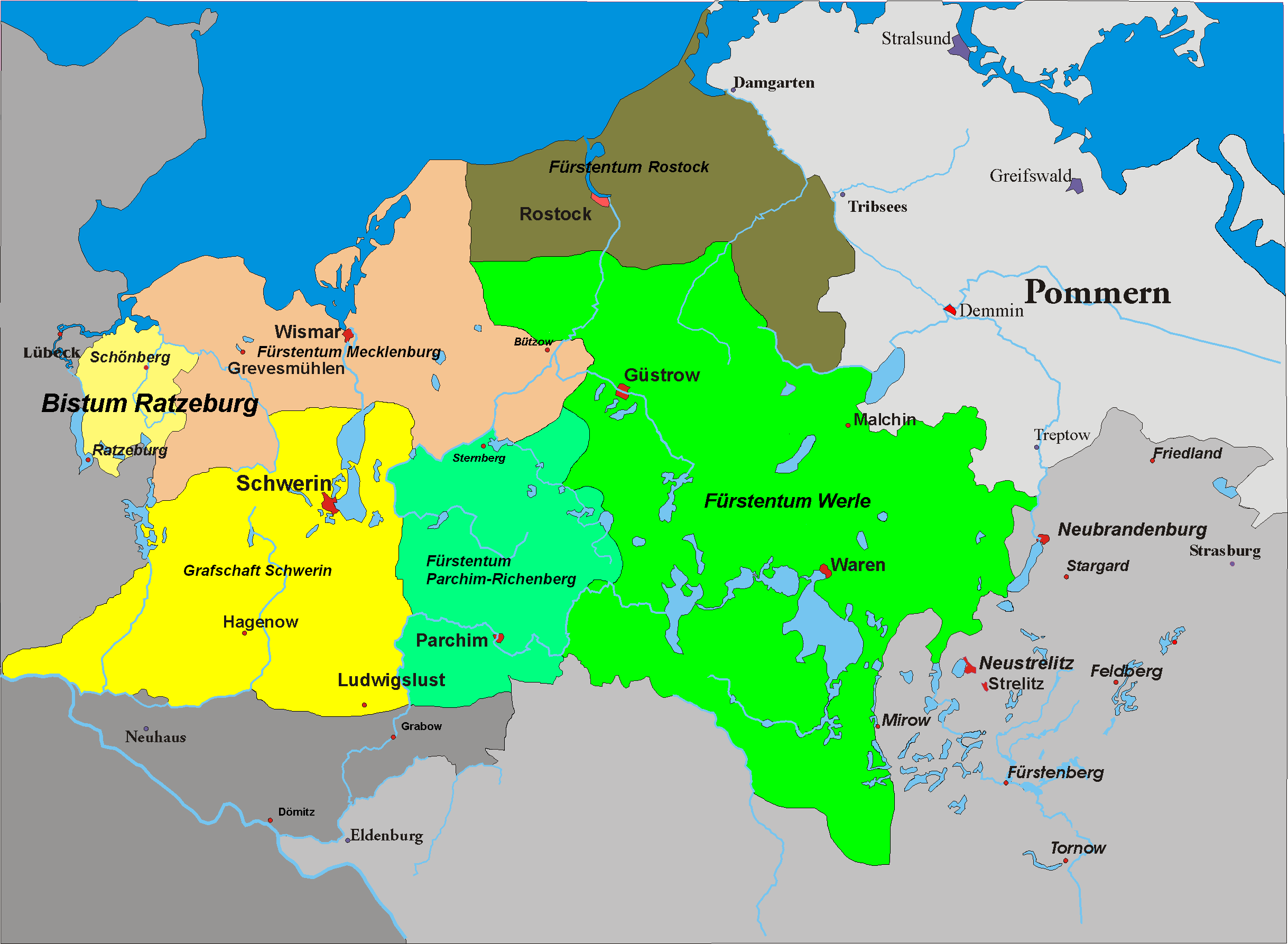
Mecklenburg um 1250

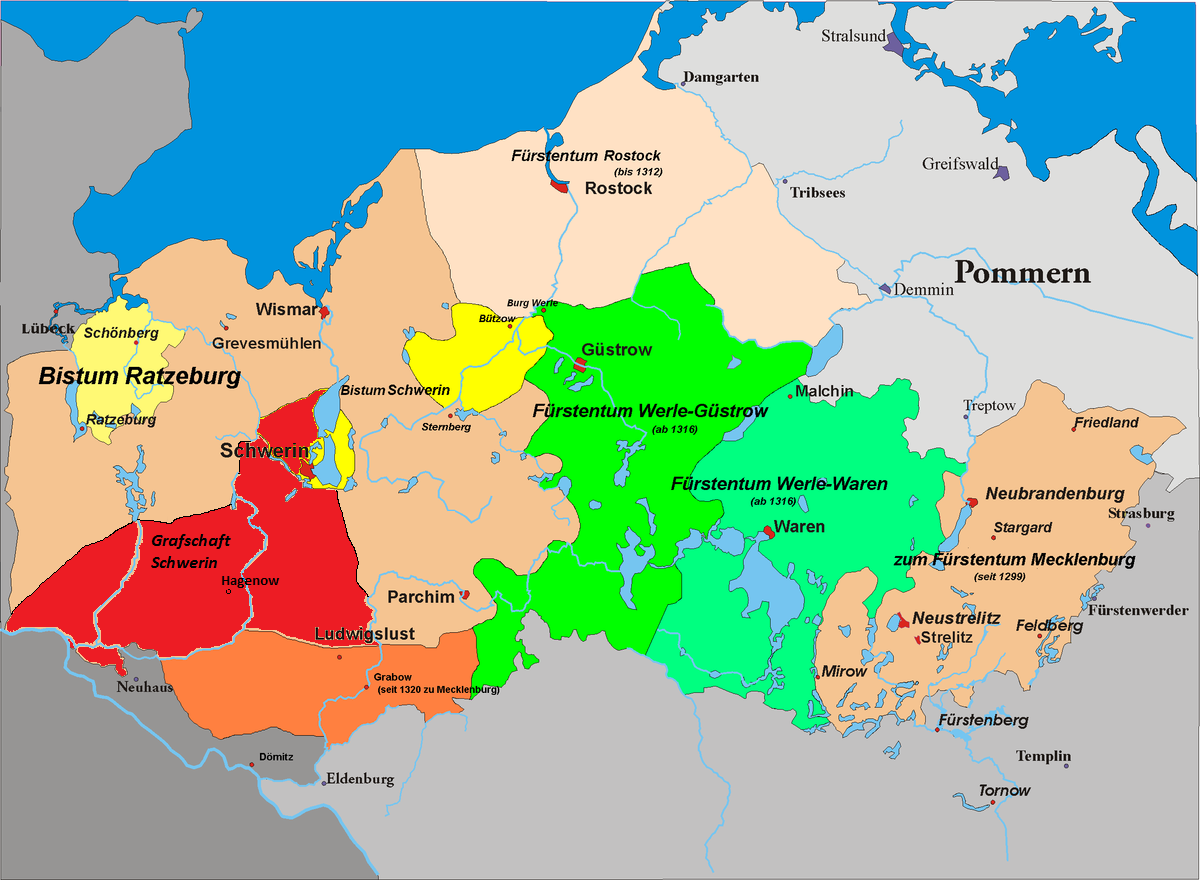
Mecklenburg um 1300

Pribislaws Sohn Heinrich Borwin wurde 1178 Herr Mecklenburgs; er heiratete eine illegitime Tochter Heinrichs des Löwen. Nach langem Krieg mit einem Sohn Wertislaws gelang es erst 1225 dem dänischen Ausgreifen in Mecklenburg in der Schlacht bei Mölln entgegenzutreten. Nach 1226 konnten sich die vier Erben nicht einigen, so dass sie das Land untereinander aufteilten.
Die Siedlung erhielt am 14. März 1235 von Fürst Nikolaus I. von Werle das Schwerinsche Stadtrecht. Im Jahr zuvor war ihm im Zuge der Landesaufteilung ein erheblicher Teil des mittleren Mecklenburg zugesprochen worden. Doch die Küstenstädte, die außerhalb seines Gebietes lagen, waren bis dahin privilegiert, so dass Malchow nun von dieser Landesteilung profitieren konnte.
1298 wurde Alt-Malchow Standort des Nonnenklosters von Röbel. Von der Urkunde existiert nur noch eine notarielle Abschrift des 17. Jahrhunderts, die sich im Landeshauptarchiv Schwerin befindet. Die Verbindung zwischen dem Kloster und dem Patriziat von Malchow war eng. Einerseits stammte der Vogt des Klosters vielfach aus diesem städtischen Patriziat, andererseits erwarb das vor dem Umzug eher arme Kloster Mitte des 14. Jahrhunderts umfangreiche Landgüter. Während die meisten Klöster mit der Reformation aufgelöst wurden, gelang Malchow 1572 neben den Klöstern in Ribnitz und Dobbertin die Umwandlung in einen Stift adliger Damen (bis 1918).
Malchow wurde eine Landstadt in Mecklenburg und war bis 1918 als Teil der Städte des Mecklenburgischen Kreises auf Landtagen vertreten. Die zu Vermögen gekommene Comunitas, allen voran die vier führenden Patrizierfamilien Elers, Vagt (auch Vogt), von Kreutsdorf und Düsterwold, lieh dem Fürsten von Werle 400 Mark Pfennige, wofür sie am 9. Oktober 1299 ein Drittel der Gerechtsame in der Stadt und in der Feldmark erhielt. Damit erlangte sie dauerhafte Einnahmen. Die Umgebung Malchows verlehnten die Fürsten nach und nach, so dass von ihrem umfangreichen Besitz fast alles in Ritterhände überging.
Die Stadt bemühte sich um eine geeignete Verkehrsanbindung durch eine Fähre, dann durch eine 800 m lange Brücke Richtung Süden, die Lange Brücke. Sie entstand bereits vor dem 13. Jahrhundert, lange bevor das Kloster entstand, und wurde 1292 Besitz der Stadt.
„Am 6. Juli 1346 überwies der Fürst Johann III. von Werle-Goldberg seiner Schwiegertochter Agnes, Gemahlin seines Sohnes Nicolaus“, „oppidum Malchowe et terram adjacentem“, also die Stadt Malchow mitsamt dem angrenzenden Land, dazu die dort Lebenden. Dies geschah, weil seine Frau, die bis dahin diese Rechte besessen hatte, gestorben war. Nicolaus starb wenige Jahre später 1354, seine Witwe heiratete Johann I. von Mecklenburg-Stargard, womit auch Malchow in dessen Besitz kam. Doch die Stadt blieb nur kurz in seiner Hand.

### Pfandrechte der von Flotow (ab 1354); Tuchmacher, Wasser- und Windmühlen
Entscheidend war, dass Johann die Stadt Malchow verpfänden musste, nämlich an die von Flotow auf Stur. Andreas von Flotow versicherte die Malchower am 9. März 1354 ihrer von den Werleschen Fürsten überkommenen Rechte. Am 15. Juni 1415 sicherte Fürst Christoph von Werle der Familie ihre Pfandrechte an Malchow zu. Die letzten Rechte der Familie in Malchow erloschen erst 1837 und 1839.

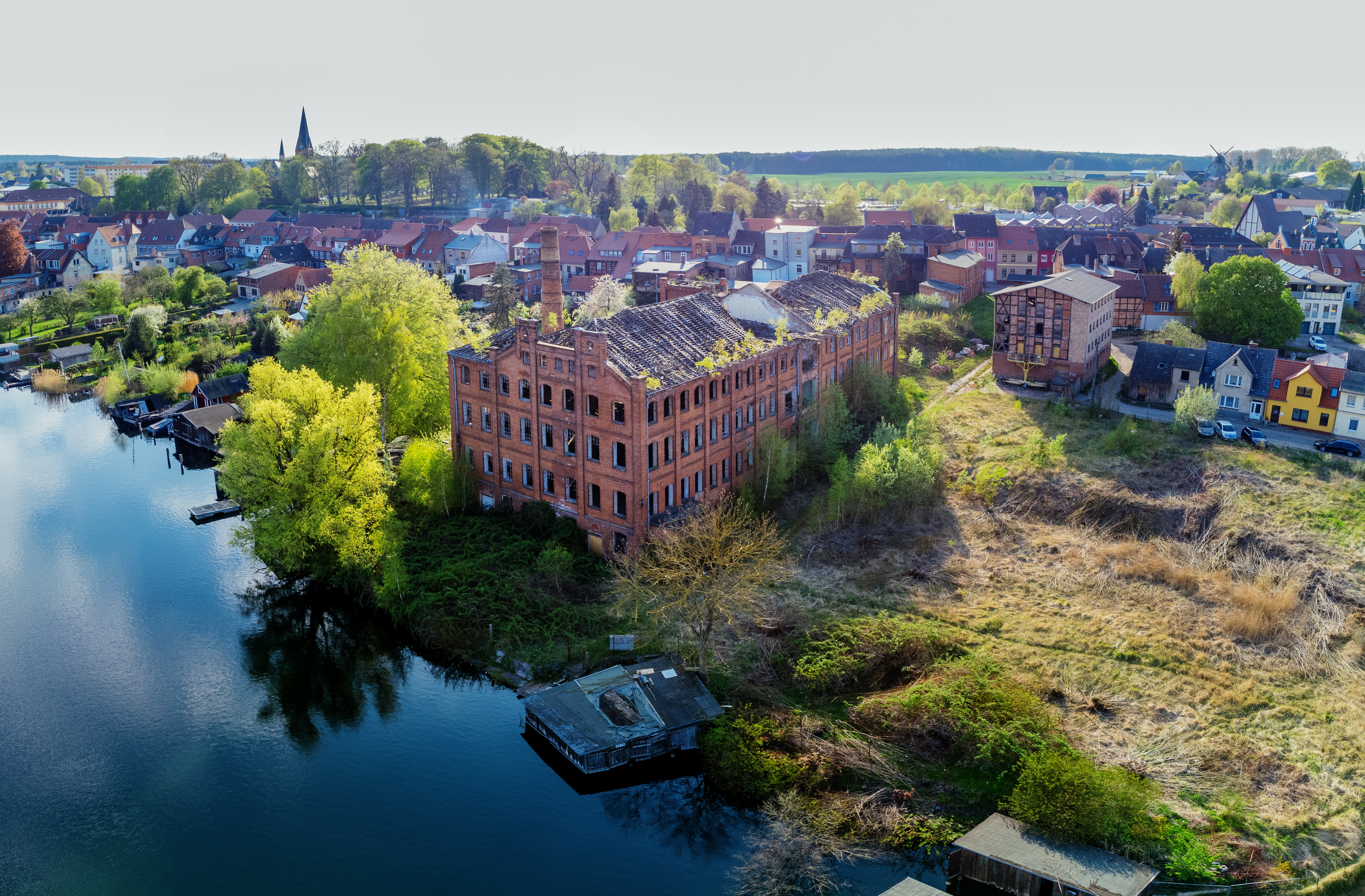
Malchower See und ehemalige Weberei

Lange Zeit avancierte die Tuchmacherei zum ertragreichsten Gewerbe der Stadt. 1515 nennt ein Bericht die Malchower als eine der stärksten Zünfte der Tuchmacher nach denen von Wismar, Rostock, Friedland und Parchim. 1618 arbeiteten in Malchow 48 Tuchmacher. Diese wohnten und arbeiteten nach dem Stadtbrand von 1721 überwiegend in der Mühlenstraße, wohl wegen der Nähe zum Wasser. Die von der herzoglichen Kammer erlassene Vorschrift regelte neben dem Tuchmacheramt die Bedingungen ihrer Arbeit, deren Produkte mit einem Kleeblatt zu kennzeichnen waren. Die älteste Walkmühle der Tuchmacher stand im Stadtwald an der Grenze zu Grüssow. Sie wurde vom Klostermühlbach angetrieben. Dann entstand eine Mühle in der Mühlenstraße, die mit einem Göpelwerk angetrieben wurde. Erste Spinnmaschinen für die Malchower Tuchmacher baute der aus Malchow stammende Mechaniker Zerrahn. Schließlich wurde die Spinnerei im Güstrower Schloss von dreißig Tuchmachern aus Malchow genutzt. Infolge der neuen Maschinengarne wuchs die Zahl der Tuchmacher von 80 auf 110. Das erste größere Unternehmen stellte die Maschinen-Lohnanstalt des Tischlermeisters Hallwachs in der Mühlenstraße dar (dort entstand aus dem Bauwerk ein Wohnhaus). 17 Tuchmachermeister bauten 1866 am Ende der Mühlenstraße die „Privatspinnerei“, die jedoch 1887 und erneut 1912 abbrannte.
Der Bau von Wassermühlen begann zwar schon im Mittelalter südlich des Malchower Sees, doch keine von ihnen ist erhalten geblieben. Nur die Namen blieben, wie die Bruchmühle und die Grüssower Mühle, die Klostermühle, dann die Schwertfegermühle, die Königsmühle, die Lenzer Mühle oder die Walower Mühle. Historische Karten und Flurnamen sowie der Klostermühlbach erinnern an sie. Mit den Zisterziensern kamen bereits im 13. Jahrhundert auch Windmühlen auf. In Malchow und den umliegenden Dörfern bestanden gegen 1720 Bockwindmühlen, um 1800 dann Holländerwindmühlen. Genannt werden der Rosinenberg auf dem Kloster, der Mühlenberg, der Schweriner Berg (Friedrich-Ebert-Straße), das Mittelfeld und der Trostberg. Wenig ist über sie bekannt, sieht man von den Klingbergschen Mühlen (auch elektrisch betriebene Mühle), der Mühle Voß und der Stadtmühle. Die Mühle Voß sowie die Stadtmühle mit den Nebengebäuden stehen unter Denkmalschutz.

### Stadtbrand von 1697 und Verlust aller Archivalien, Stadtbrand von 1721 und Ausdehnung des Stadtgebiets

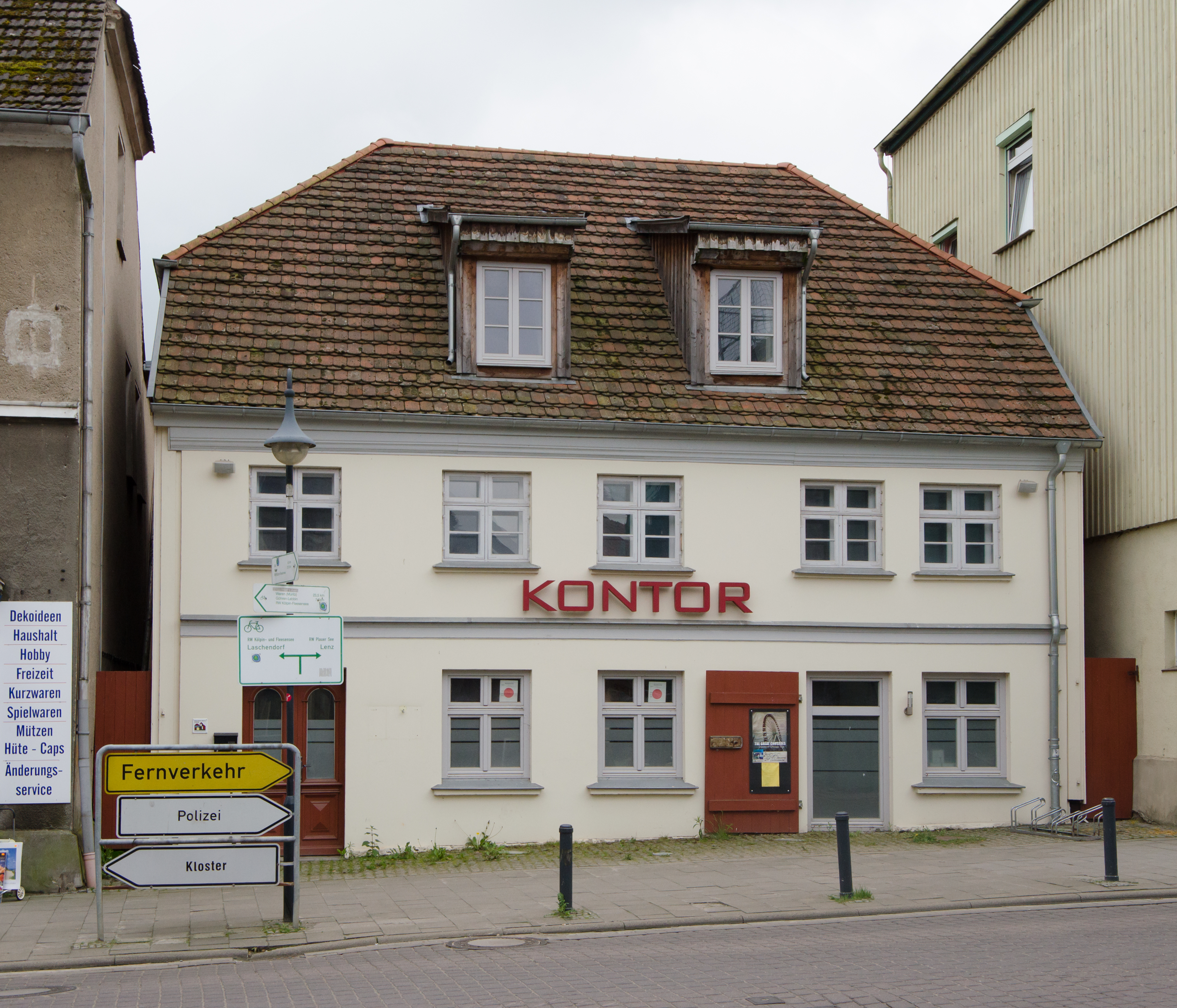
Nach dem Stadtbrand von 1721 durfte erstmals außerhalb der Insel gebaut werden. Das erste Gebäude, errichtet in der Kirchenstraße 11, wurde restauriert und beherbergt heute die Touristeninformation (fotografiert 2014)

Am 23. April 1697 brach ein gewaltiger Stadtbrand aus, bei dem fast alle städtischen Bauwerke in Flammen aufgingen, einschließlich des Rathauses und der Stadttore. Auch alle Urkunden und Akten verbrannten. Schwer getroffen wurde auch die St-Jürgen-Kirche. Die hölzerne Brücke war zerstört, so dass eine Versorgung vom Festland unmöglich war. Die Bewohner sahen sich beinahe gezwungen, die Inselstadt vollständig aufzugeben. Am Nordufer an der Gertruden-Kapelle wäre eine neue Ansiedlung entstanden, doch bewältigte die Stadt am Ende die Katastrophe.
Doch am 27. November 1721 traf die Stadt ein ebenso verheerendes Feuer. 70 Wohnhäuser mit allen Nebengebäuden wurden zerstört, nur 30 Wohnungen blieben bewohnbar. Wieder griff der Herzog zugunsten der Stadt ein. So erlaubte er am 10. Juli 1723 nicht nur den Wiederaufbau, sondern auch die Ansiedlung am Seeufer, zunächst westwärts, entlang der heutigen Kirchenstraße. 1727 nahm eine Fähre ihren Betrieb auf, die bis zur Fertigstellung einer Brücke im Jahr 1846 verkehrte. Mit der Erlaubnis von Herzog Karl Leopold von Mecklenburg-Schwerin wurde die Stadt auf das Festland hin erweitert; dieser neue Teil wurde Vorstadt oder Neustadt genannt.
Nach dem Stadtbrand von 1721 war die Kirche bereits sehr baufällig, doch ließen die Kriege eine Wiederherstellung nicht zu. 1806 wurde ihre Baufälligkeit festgestellt, doch erst 1812 entschloss sich das Kloster, inzwischen in die Stadt verlegt, zu einem Neubau. Dieser erfolgte in den Jahren 1812 bis 1817. Am 18. April 1825 ging das Kirchenpatronat an die Stadt über.
Diese zählte im Jahr 1801 genau 879 Einwohner und wuchs danach schnell an. Während sie 1804 noch wenig über 1000 Einwohner zählte, stieg diese Zahl bis 1819 auf 1476 an. Diese verteilten sich auf 202 Häuser. Allerdings blieb die Stadt weiterhin nicht von Feuersbrünsten verschont. So brannten im März 1819 einundzwanzig Scheunen ab. Das „Fabrikstädtchen“ mit seinen „kleinen, unansehnlichen Häusern“ wuchs weiter, man zählte 1843 bereits über 300 Häuser mit 2546 Einwohnern, „darunter 86 Juden“; 1834 waren es bereits 2509 Einwohner gewesen. Es war gerade ein neues Wollwaschhaus entstanden, und es bestand bereits ein Schulgebäude (mit vier Lehrern). Die Tuchweberei beschäftigte 1836 allein 355 Malchower, darunter 115 Meister. Wichtig war nach wie vor die Fischerei, so dass die Stadt 200 „Kähne“ aufwies; die meisten Bewohner fischten. Der karge Boden machte eine ertragreiche Landwirtschaft hingegen unmöglich, so dass manchmal sogar Kartoffeln eingeführt werden mussten. 1843 gehörten zum Magistrat ein Bürgermeister, zwei „Rathmänner“, ein Stadtsekretär und der Bürgerausschuss, der aus 13 Männern bestand. Die örtliche Gerichtsbarkeit war noch immer so aufgeteilt, dass ein Sechstel unter die des Herzogs, drei Sechstel unter die der Flotows und zwei Sechstel unter die Stadt-Jurisdiktion fielen – letzteres seit 1299. Eine „Schützenzunft“ existierte nicht. Zur Feldmark der Stadt gehörten 506 Morgen Acker, hinzu kamen Heurechte und Holzansprüche. Zudem gehörte der Stadt der Malchowsche See, die Fähre, eine Ziegelei, eine Korn- und eine Walkmühle.

### Ende der Inselsituation (1845/1846) und Dreiteilung der Stadt, Drehbrücke (1863)

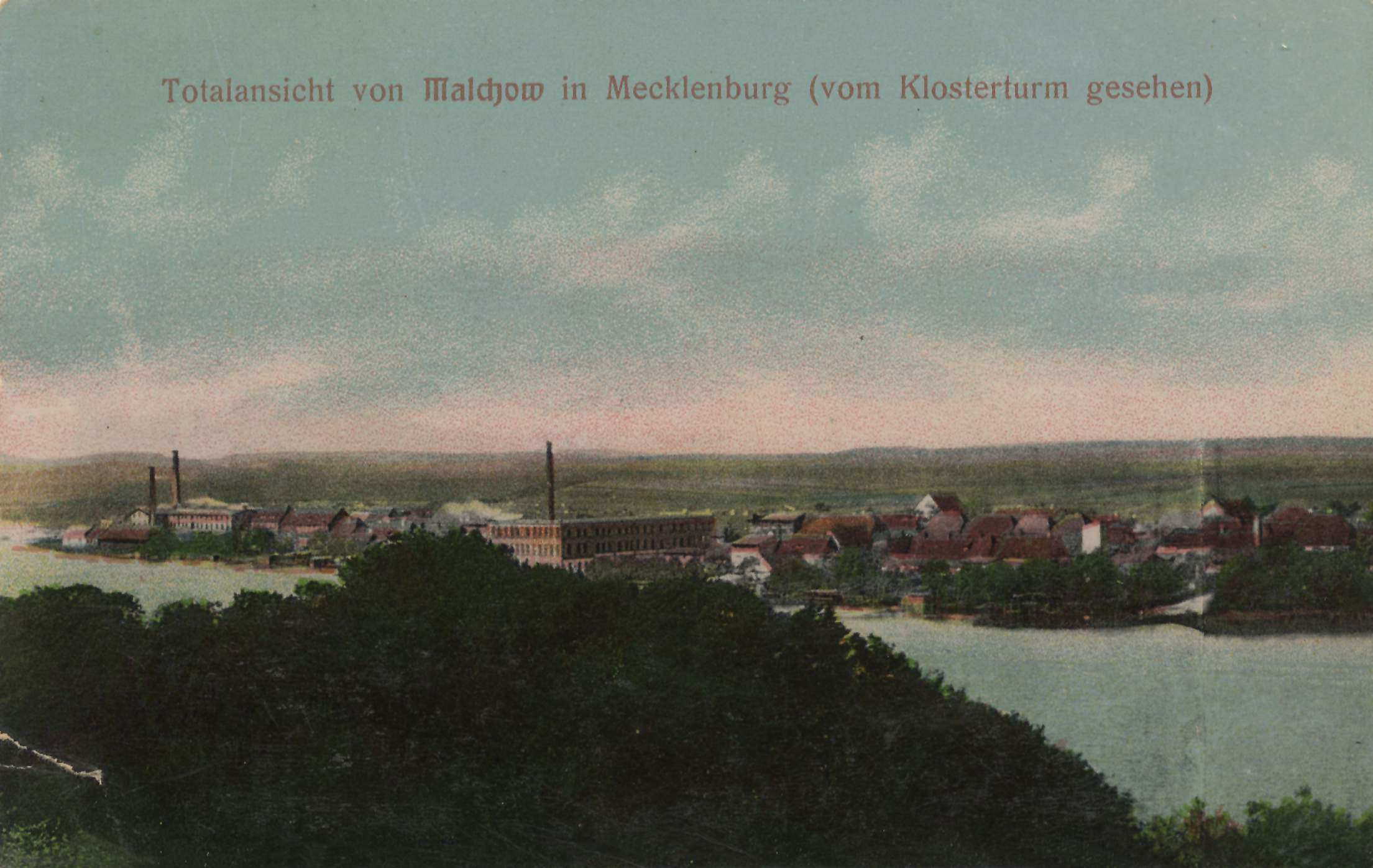
Postkarte aus der Zeit um 1900, Stadtansicht vom Klosterturm

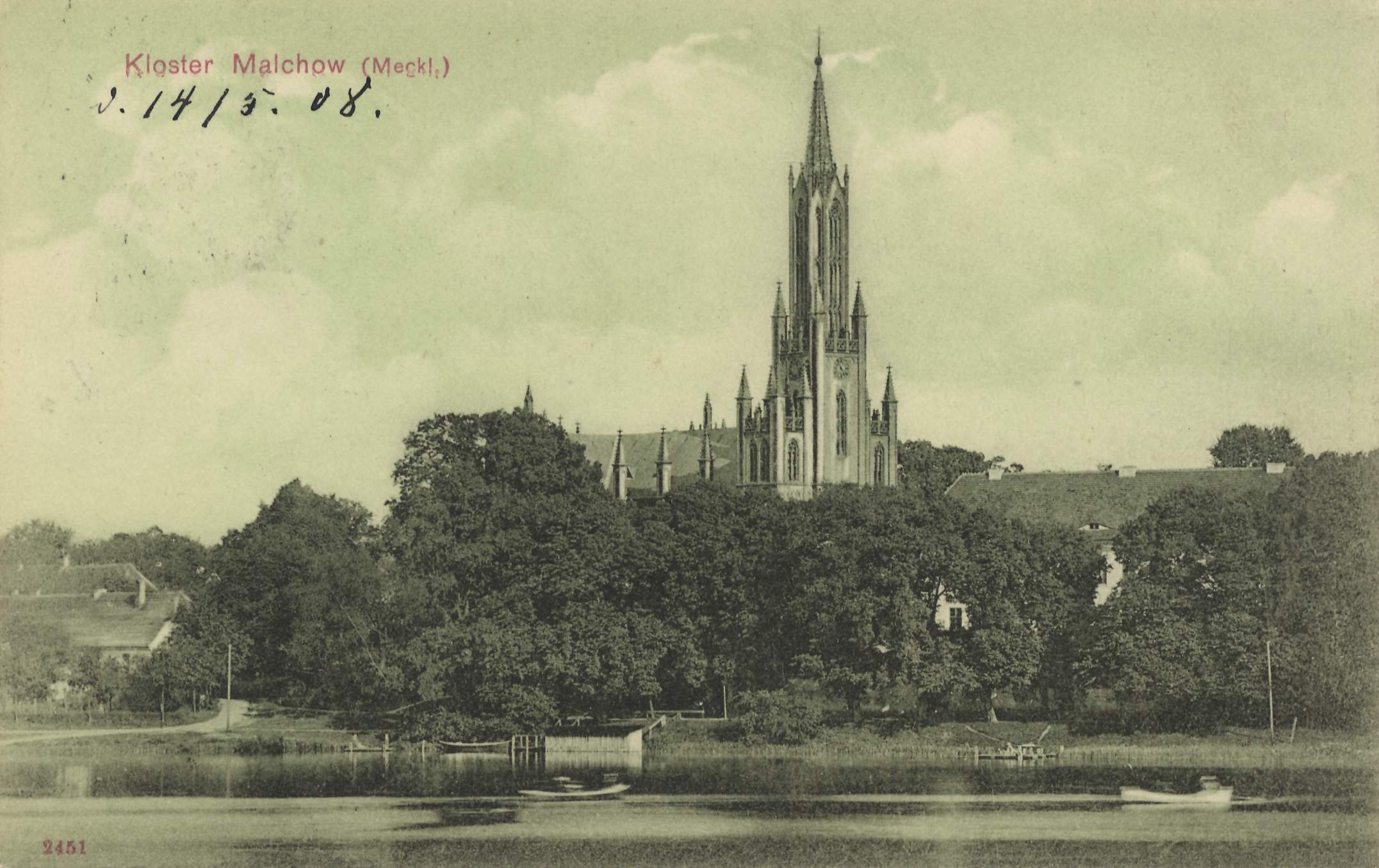
Ansichtskarte des Klosters von 1908

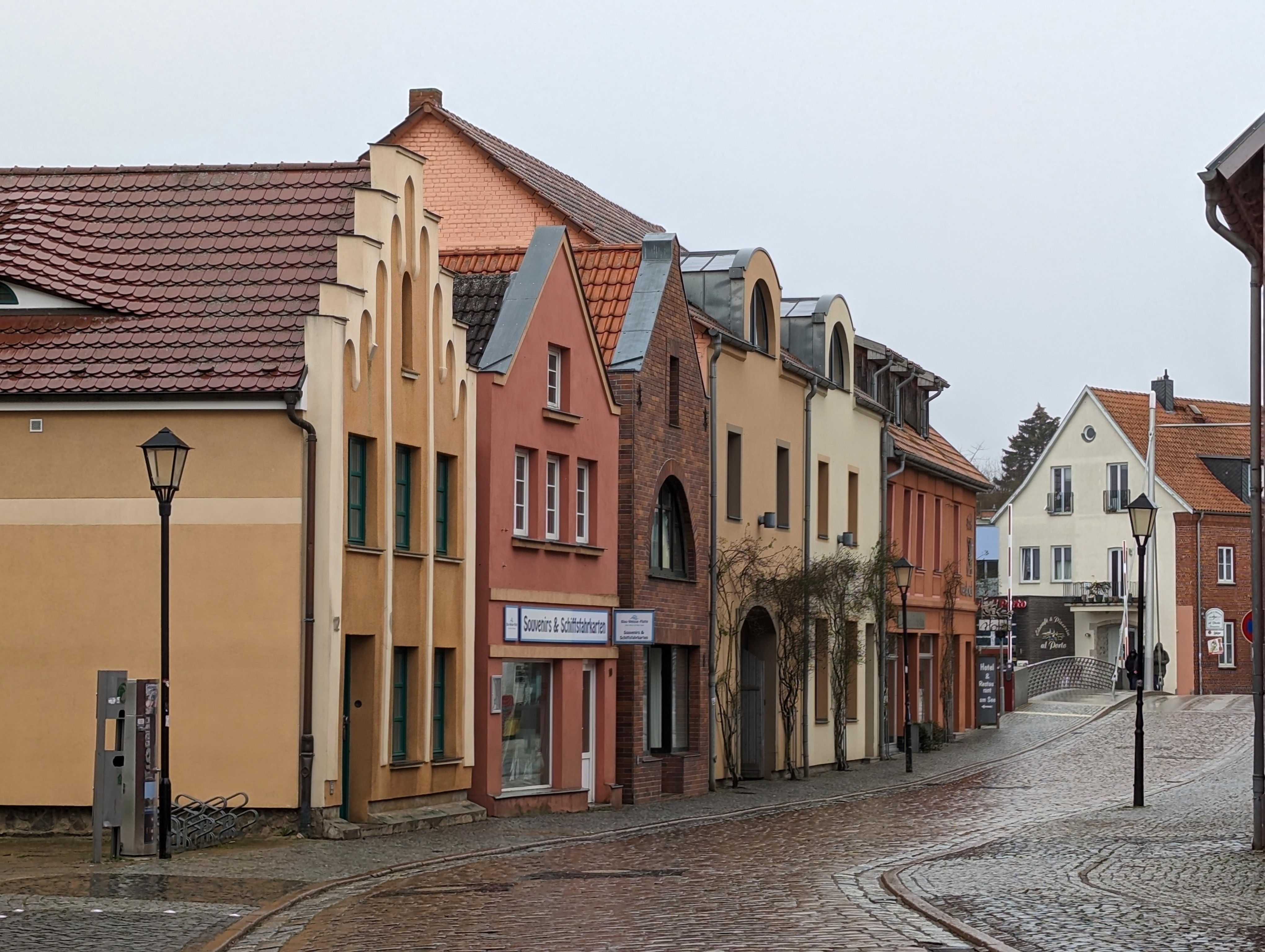
Ensemble in der Kirchenstraße

Die Stadt war mit dem östlichen Ufer bis zu ihrer Zerstörung im Dreißigjährigen Krieg mit einer Holzbrücke verbunden. Auf Veranlassung des Bürgermeisters der Stadt Friedrich Johann Meyer (1841–1849) wurde zwischen 1844 und 1846 an gleicher Stelle der Erddamm als Verbindung zwischen der Stadt und dem Kloster Malchow gebaut. Noch zu Lebzeiten wurde ihm 1875 ein noch heute dort befindlicher Gedenkstein auf dem Damm aufgestellt.
Die Westseite war bis 1845 durch eine Holzbrücke mit dem Festland verbunden. Zwischen 1845 und 1863 wurde diese durch eine Hubbrücke ersetzt. 1863 errichteten die Einwohner eine hölzerne Drehbrücke. Dadurch besteht die heutige Stadt aus drei Teilen: der Insel, dem östlichen Teil der Stadt, geprägt durch eine Klosteranlage, dem Stift der adligen Damen (1572 bis 1923) und dem westlichen Teil. Hier liegt heute der größte Teil der Stadt, wobei die Mühlenstraße und die Kirchenstraße die ältesten Straßen auf dem Festland sind. Während der Revolution von 1848 ließ Meyer den „Aufstand“ in Malchow am 8. September 1848 durch eine Schwadron Dragoner blutig niederschlagen. Er stieg 1851 zum Innenminister von Mecklenburg-Schwerin auf. Professor Karl Zerrahn (1826–1909) musste hingegen als Barrikadenkämpfer in der Revolution nach Amerika fliehen, wo er mehr als vier Jahrzehnte als „Carl Zerrahn“ die Händel and Haydn Society of Boston leitete, dann 1855 bis 1863 das Boston Philharmonic. Er wurde Ehrenbürger Malchows.
Malchow hatte 1875 3368 Einwohner, fünf Jahre später bereits 3550. Mit den Malchower Nachrichten, bzw. ab 1904 dem Malchower Tageblatt, erschien von 1888 bis 1929, bzw. 1943 eine eigene Tageszeitung; heute trägt diesen Namen das alle vier Wochen erscheinende amtliche Bekanntmachungsblatt des Amtes Malchow. Bürgermeister in der Zeit von 1895 bis 1926 war Friedrich Zelck.

### Jüdische Gemeinde

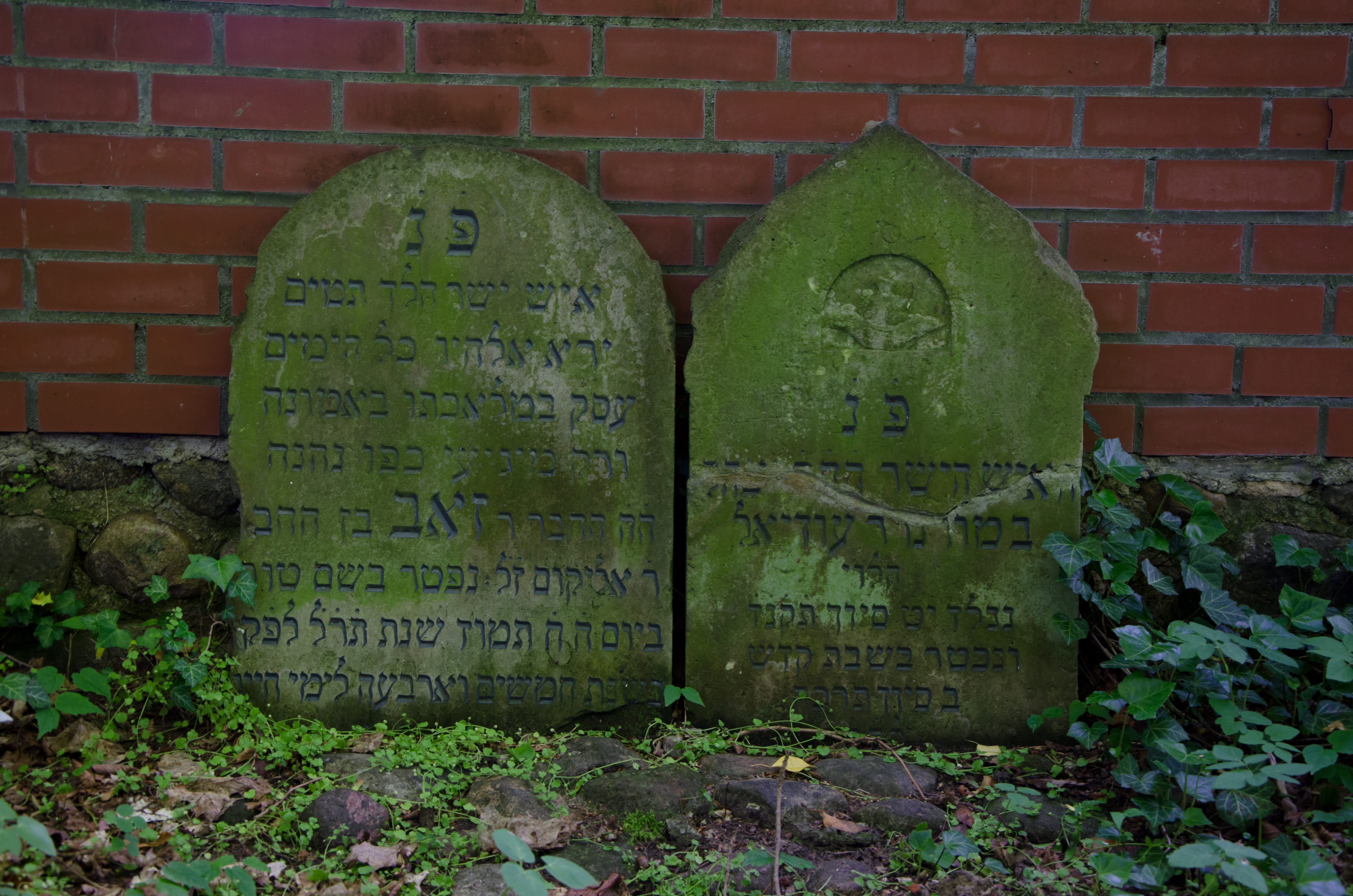
Grabsteine auf dem ummauerten jüdischen Friedhof westlich der Stadt im Jahr 2014; der Friedhof entstand zunächst auf einer Fläche von 607 m², beerdigt wurden dort bis 1938 insgesamt 40 Menschen

Über die kleine jüdische Gemeinde in Malchow ist vor dem 18. Jahrhundert nichts überliefert. Um 1750 siedelte sich ein Salomon Jakauf (Jacob) in der Stadt an. Er handelte, passend zur Wirtschaftsstruktur der Stadt, mit Spinngarn und Webstoffen. Doch ist die Quellenlage nicht gesichert. Die ersten belegten Schutzjuden sind in einer Steuerliste für die Jahre 1749 bis 1760 aufgeführt. Ein Elias Salomon und ein Isaack Tobias erhielten die Aufenthaltserlaubnis am 20. Oktober 1755, für die sie jährlich 12 Reichstaler zu zahlen hatten. Am 15. August 1759 erhielt ein Levin David ein entsprechendes Privileg für 12 Reichstaler.
Zwischen 1797 und 1801 sollen sechs Schutzjuden nebst Familien ansässig gewesen sein, 1810 waren es sieben. Zwischen 1790 und 1800 entstand ein eigener Friedhof. Im Jahre 1812 gab es zwei Vorsteher, nämlich Joseph Moses und Salomon Jakob. Mit dem Emanzipationsedikt von 1813 erhielten alle Juden Familiennamen. Diese waren am 26. März 1813 Jacobsen (später Jacobson), Cronheim, Manheim (später Mannheim) und Gersohn.
Im Jahre 1818 tauchten in den Quellen weitere Namen auf: Levin, Schoenfeldt, Abraham, Cowitz und Löwenthal; Gersohn hingegen verschwindet. 1820 beheimatete Malchow 56 Juden, 1828 waren es 63 (bei 2250 Einwohnern), 1841 immerhin 90, 1867 105; wohl zwischen 1820 und 1825 entstand eine erste Synagoge, um 1840 eine Religionsschule, 1846 eine genehmigte Gemeindeordnung. 1867 hatte die Gemeinde, ausweislich des Schildes auf dem Friedhof, 105 Mitglieder.
Doch Ende des Jahrhunderts schrumpfte die Gemeinde durch Abwanderung, so dass im Jahr 1900 nur noch 14 Juden, im Jahre 1912 gar nur noch zwölf gezählt wurden. Zwar wurde weiterhin ein Religionslehrer beschäftigt, doch die Synagoge wurde nur noch zu hohen Feiertagen geöffnet. Sie musste 1920 verkauft werden. Die kleine Gemeinde bestand mindestens bis 1927.
1937 waren nur noch zwei jüdische Familien ansässig, wie im ganzen Reich wurden die wenigen jüdischen Geschäfte 1933 boykottiert. Die Familien flüchteten sich in Großstädte, zur sogenannten „Reichskristallnacht“ 1938 wurde der jüdische Friedhof verwüstet. Am 16. Februar 1942 erklärte sich die Stadt für „judenfrei“.

### Kriegswirtschaft, KZ-Außenlager
Malchow hatte 1933 4866 Einwohner, eine Zahl, die bis 1939 auf 6056 hochschnellte. Dies hing mit der Industrialisierung im Zuge der Kriegsvorbereitungen zusammen. Im Jahre 1938 errichtete die Verwertchemie, ein Tochterunternehmen der Dynamit Nobel, das Munitions- und Sprengstoffwerk Malchow in der heutigen Thälmannsiedlung. 5.500 Personen – die Hälfte ausländische Zwangsarbeiter – produzierten Munition und vor allem Nitropenta. Für die leitenden Angestellten wurden Wohnhäuser entlang der Karower Chaussee gebaut.
Im Jahre 1943 wurde das Werk als KZ-Außenlager Malchow dem KZ Ravensbrück unterstellt. Hunderte Frauen, unter ihnen viele ungarische Jüdinnen, mussten unter grausamen Bedingungen arbeiten. Viele verloren ihr Leben. Auch beim Todesmarsch nach der Räumung des Lagers 1945 fanden viele den Tod. Die 375 aufgefundenen Toten wurden auf dem Lagergelände verscharrt. Erhalten und bewohnt ist die heutige Ernst-Thälmann-Siedlung, die für die leitenden Angestellten des Werks gebaut wurde.

### Sowjetische Ortskommandantur, willkürliche Verhaftungen, DDR-Zeit

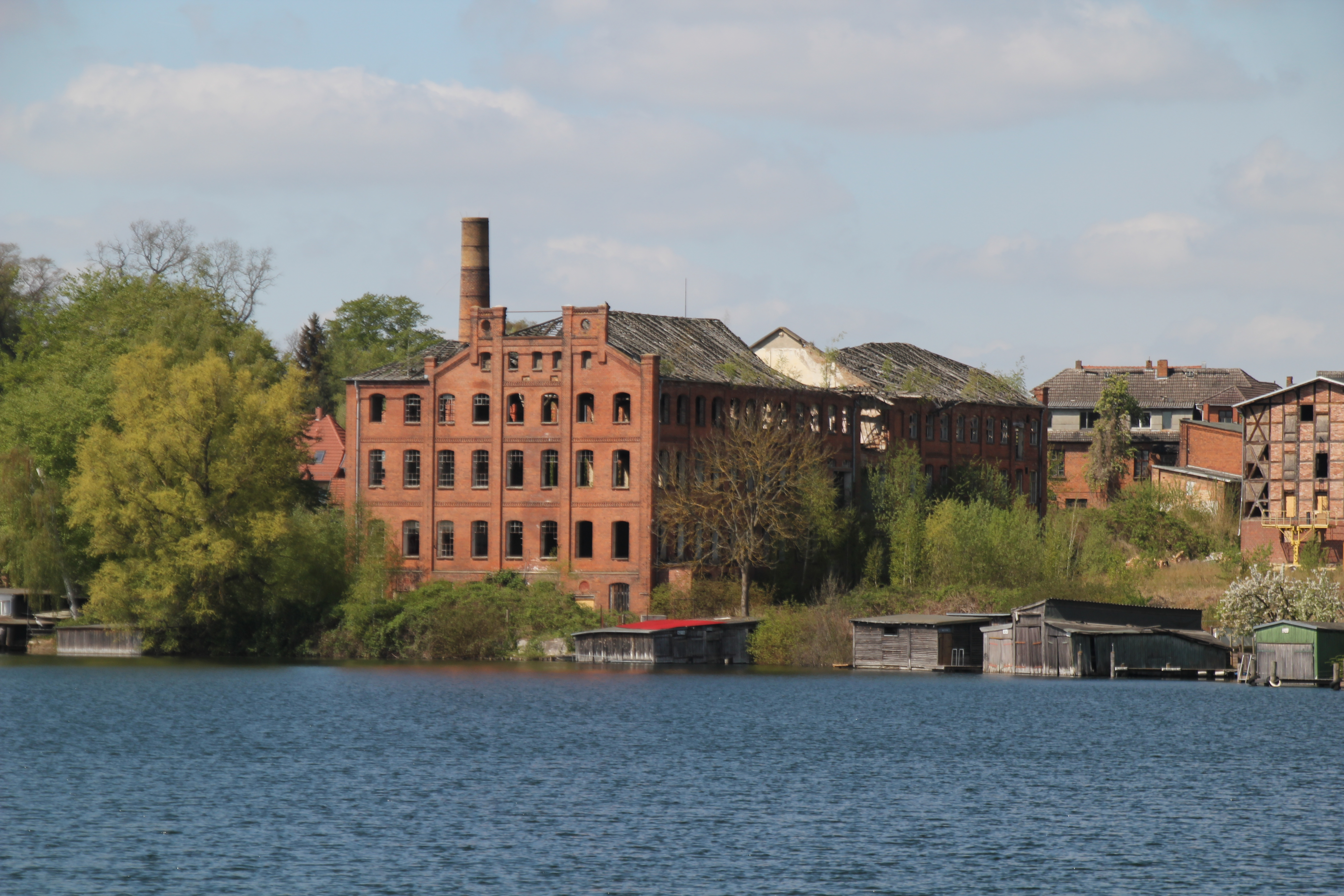
„Alte Tuchfabrik“ im Jahr 2022

In der Villa Gartenstraße 19 („Villa Blanck“) wurde im Mai 1945 die sowjetische Ortskommandantur eingerichtet. Zur Jahreswende 1945/1946 verhaftete die sowjetische Geheimpolizei NKWD über 30 Jugendliche (ab 13 und 14 Jahren), darunter drei Mädchen, wegen angeblicher antisowjetischer Tätigkeit und Zugehörigkeit zum Werwolf. Zwei nahmen sich nach Folterungen das Leben, zwei wurden vor ihrer Verurteilung getötet, einer erschossen, zwei starben im Gefängnis in Waren. Viele von ihnen kamen in das sowjetische Speziallager Nr. 7 Sachsenhausen, fünf starben dort aufgrund der Lagerbedingungen. Die Überlebenden wurden zwischen 1950 und 1954 entlassen. In der Villa erinnert ein Gedenkstein mit einer Kupfertafel von Sieghard Dittner seit 1998 an die Geschehnisse.
Nach 1945 erfolgte die Enteignung der „Alten Tuchfabrik Malchow“, letzter Eigentümer war ab 1930 Gottfried Blank gewesen. 1947 erfolgte die Demontage aller 46 Webstühle als Reparationsleistung an die Sowjetunion. Danach wurde der volkseigene Betrieb (VEB) wieder aufgebaut und produzierte bis 1980 direkt, danach als Betriebsteil der „VEB Teppichwerke Nord“ in Teilfertigung bis gegen 1990. Heute ist das Bauwerk eines der letzten Industriegebäude aus der Zeit um 1900.
Zu DDR-Zeiten bestand im Ortsteil Lenz das Zentrale Pionierferienlager „Fritz Heckert“. Es wurde 1970 eingeweiht.

### Umstrukturierung der Kreise, Restaurierung der Altstadt (ab 1991), Stadthafen (ab 2005)
Von 1952 bis 1994 gehörte Malchow zum Kreis Waren (bis 1990 im DDR-Bezirk Neubrandenburg, dann im Land Mecklenburg-Vorpommern). Im Jahre 1994 wurde die Stadt in den Landkreis Müritz eingegliedert. Seit der Kreisgebietsreform 2011 liegt sie im Landkreis Mecklenburgische Seenplatte.
Nach der politischen Wende wurden ab 1991 der historische Stadtkern mit der Altstadtinsel und der Klosterbereich im Rahmen der Städtebauförderung grundlegend saniert.
Am 16. Dezember 2005 wurde mit den Bauarbeiten für den Stadthafen begonnen. Die Bauarbeiten dauerten zweieinhalb Jahre und endeten mit der Eröffnung am 4. Juli 2008. Die Gesamtfläche umfasst etwa 1,2 ha und bietet 35 Liegeplätze für Sportboote. An der Uferseite des Stadthafens befinden sich neu errichtete Wohnhäuser mit Ferienwohnung und Ladenlokalen sowie ein eingeschossiges Parkhaus.
Seit dem 20. April 2011 trägt Malchow die offizielle Bezeichnung „Inselstadt“. Das Innenministerium von Mecklenburg-Vorpommern genehmigte diesen Namenszusatz aufgrund der in dem Land einzigartigen baulichen Insellage der historischen Altstadt.

## Bevölkerung
| Jahr | Einwohner |
| ---- | --------- |
| 1801 | 0879      |
| 1804 | 1000      |
| 1811 | 0545      |
| 1819 | 1476      |
| 1821 | 1689      |
| 1831 | 2671      |
| 1834 | 2509      |
| 1841 | 2840      |

| Jahr | Einwohner |
| ---- | --------- |
| 1848 | 3243      |
| 1849 | 3322      |
| 1850 | 3409      |
| 1851 | 3214      |
| 1855 | 2974      |
| 1863 | 3017      |
| 1864 | 3065      |
| 1865 | 3049      |

| Jahr | Einwohner |
| ---- | --------- |
| 1990 | 8166      |
| 1995 | 7856      |
| 2000 | 7492      |
| 2005 | 7155      |
| 2010 | 6793      |
| 2015 | 6582      |
| 2020 | 6542      |

| Jahr | Einwohner |
| ---- | --------- |
| 2021 | 6512      |
| 2022 | 6543      |
| 2023 | 6558      |
| 2024 | 5961      |

Historische Einwohnerdaten von 1804, 1819, 1834, 1843 

Historische Einwohnerdaten von 1850, 1855, 1863, 1864, 1865 

Historische Einwohnerdaten von 1801, 1811, 1821, 1831, 1841, 1848, 1849, 1850, 1851 

ab 1990: Stand: 31. Dezember des jeweiligen Jahres

## Politik

### Stadtvertretung

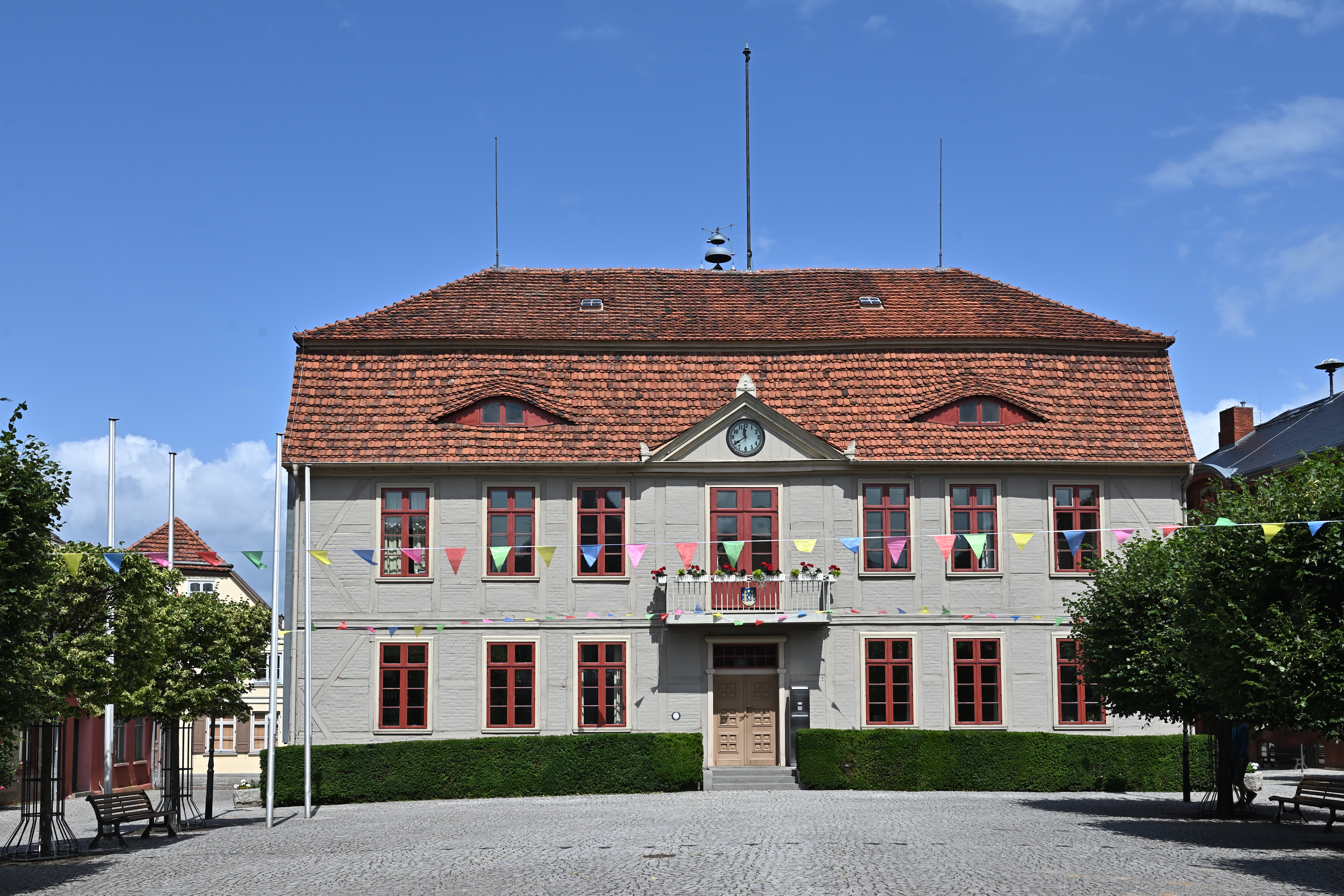
Rathaus

Die Stadtvertretung von Malchow besteht entsprechend der Einwohnerzahl der Stadt aus 19 Mitgliedern. Die Kommunalwahl am 9. Juni 2024 führte bei einer Wahlbeteiligung von 59,7 % zu folgendem Ergebnis::
| Partei / Wählergruppe                                        | Stimmenanteil 2019 | Sitze 2019 |  | Stimmenanteil 2024 | Sitze 2024 |
| ------------------------------------------------------------ | ------------------ | ---------- |  | ------------------ | ---------- |
| Bündnis für Malchow (BfM) / Offene Wählerliste Malchow (OWM) | –                  | –          |  | 29,5 %             | 6          |
| AfD                                                          | 10,0 %             | 1          |  | 23,4 %             | 4          |
| CDU                                                          | 15,8 %             | 3          |  | 21,3 %             | 4          |
| Sozial und Gerecht - Gemeinsam für Malchow (SGM)             | –                  | –          |  | 10,6 %             | 2          |
| FDP                                                          | 08,5 %             | 2          |  | 07,4 %             | 1          |
| Bündnis 90/Die Grünen                                        | 15,3 %             | 3          |  | 07,2 %             | 1          |
| Einzelbewerber Tom Drews                                     | –                  | –          |  | 00,6 %             | –          |
| Die Linke                                                    | 13,4 %             | 3          |  | –                  | –          |
| Bündnis für Malchow (BfM)                                    | 12,2 %             | 2          |  | –                  | –          |
| Offene Wählerliste Malchow (OWM)                             | 10,0 %             | 2          |  | –                  | –          |
| SPD                                                          | 07,9 %             | 1          |  | –                  | –          |
| Gemeinschaft aktiver Malchower*innen (GaM)                   | 06,9 %             | 1          |  | –                  | –          |
| Insgesamt                                                    | 100 %              | 18         |  | 100 %              | 18         |

Bei der Wahl 2019 entfielen auf die AfD zwei Sitze. Da sie nur einen Kandidaten aufgestellt hatte, blieb in der Stadtvertretung ein Sitz unbesetzt.
Im Februar 2025 legte ein Mitglied der Fraktion der AfD das Mandat nieder. Da eine Nachbesetzung nicht erfolgen konnte, reduziert sich die Gesamtzahl der Mitglieder auf 18 Stadtvertreter.

### Bürgermeister
- 1992–2015: Joachim Stein (Bündnis 90/Die Grünen)[41]
- seit 2015: René Putzar (parteilos)

Putzar wurde erstmalig bei der Bürgermeisterstichwahl am 10. Mai 2015 mit 50,6 Prozent der gültigen Stimmen gewählt. Gegenkandidatin in der Stichwahl war Elke-Annette Schmidt.
Bei der Bürgermeisterwahl am 23. April 2023 wurde Putzar mit 61,0 Prozent der gültigen Stimmen für eine weitere Amtszeit von acht Jahren in seinem Amt bestätigt.

### Wappen
| Wappen der Stadt Malchow | Blasonierung: „In Blau eine goldene Mauer mit zwei Türmen mit bogenförmigen Stützen, Zinnenkränzen, Spitzdächern und Knäufen; zwischen den Türmen oben ein goldenes Herz, darunter ein abgerissener silberner Vogelkopf, der im Schnabel einen goldenen Ring mit silbernem Stein hält.“ |
| Wappen der Stadt Malchow | Wappenbegründung: Das Wappen ist nach dem Siegelbild des S(IGILLVM) CIVITATIS MALCHOV - als Abdruck erstmals 1366 überliefert - gestaltet. Bis 1994 führte die Stadt allerdings folgendes Wappen: In Silber eine rote Mauer mit bogenförmigen Stützen, Zinnenkränzen, Spitzdächern und Knäufen, zwischen den Türmen oben ein rotes Herz, unten ein silberner Vogelkopf, der den Schnabel durch einen Ring steckt. In dem wiederhergestellten Wappen versinnbildlicht die Mauer mit den Türmen eine befestigte Stadt. Dagegen ist die Bedeutung der Symbole zwischen den Türmen unklar. Das Herz kann wohl nicht mit dem Kloster in Verbindung gebracht werden, da dieses zur Zeit des ersten Siegels gar nicht im Stadtbereich lag. Das Wappen wurde am 10. April 1858 durch Friedrich Franz II., Großherzog von Mecklenburg-Schwerin festgelegt, 1884 durch Carl Teske gezeichnet und unter der Nr. 76 der Wappenrolle des Landes Mecklenburg-Vorpommern registriert. |

Wappen von 1941 bis 1946
| Wappen der Stadt Malchow 1941 | Blasonierung: „In von Rot und Grün gespaltenem Schild ein goldener Eber.“ |
| Wappen der Stadt Malchow 1941 | Wappenbegründung: Das Wappen verlor schon bald nach dem Ende des II. Weltkrieges im Jahr 1946 seine Gültigkeit. Das Wappen wurde von Hans Herbert Schweitzer gestaltet und am 2. Januar 1941 durch den Reichsstatthalter in Mecklenburg verliehen. |

### Flagge

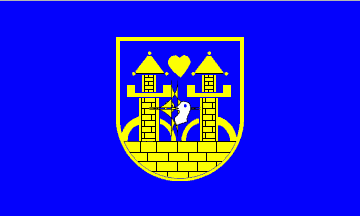
Flagge der Stadt Malchow

Die Flagge wurde am 17. August 1995 durch das Ministerium des Innern genehmigt.
Die Flagge besteht aus blauem Tuch. Es ist in der Mitte mit dem gelb umsäumten Stadtwappen belegt, das zwei Drittel der Höhe des Flaggentuchs einnimmt. Die Höhe des Flaggentuches verhält sich zur Lange wie 3:5.

### Dienstsiegel
Das Dienstsiegel zeigt das Stadtwappen mit der Umschrift „INSELSTADT MALCHOW“.

### Städtepartnerschaften
- Quickborn in Schleswig-Holstein
- Moormerland in Niedersachsen
- Amt Langballig im Kreis Schleswig-Flensburg in Schleswig-Holstein
- Gniewino (Gnewin) im Powiat Wejherowski (Kreis Neustadt in Westpreußen) in Polen

## Sehenswürdigkeiten und Kultur

### Bauwerke

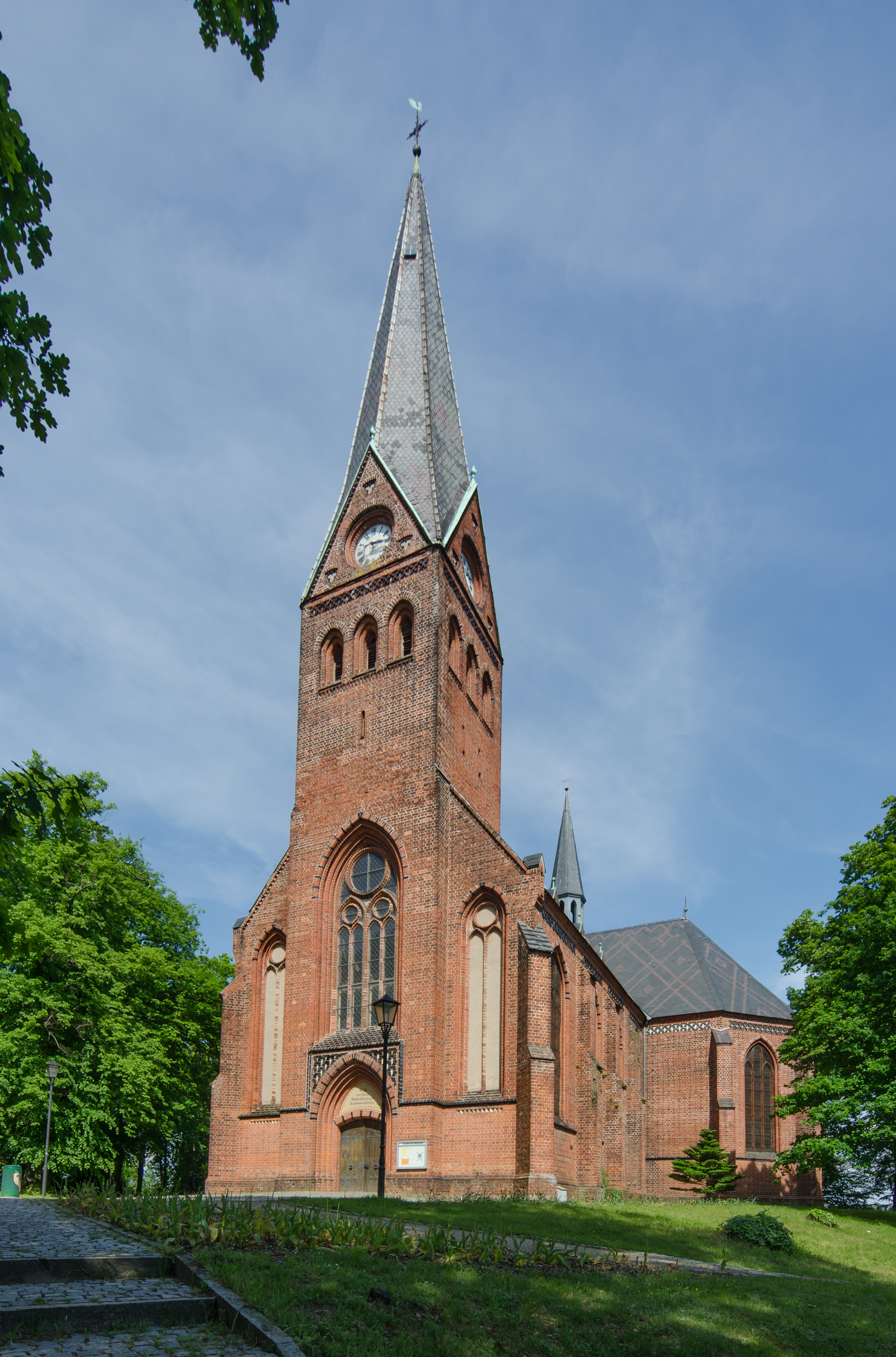
Stadtkirche

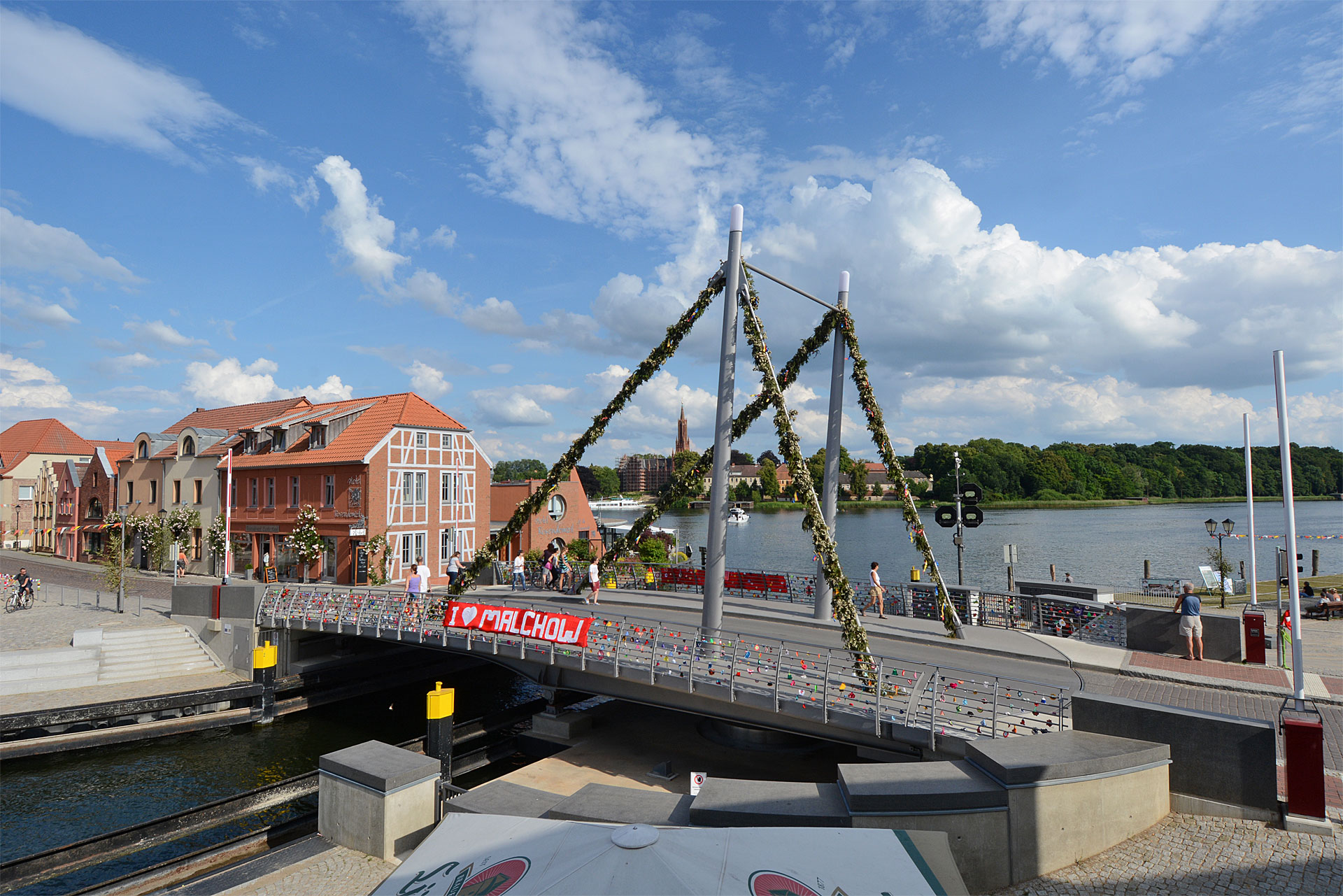
Drehbrücke Malchow

- Kloster Malchow mit Klosterkirche als Feldsteinkirche ab 1235. Ein 52 m hoher Backsteinturm von 1846 und neues Kirchenschiff von 1849 nach Plänen von Friedrich Wilhelm Buttels. Nach dem Brand von 1888 als neogotischer Wiederaufbau bis 1890 nach Entwürfen von Georg Daniel. Heute auch Ausstellungsraum des Orgelmuseums sowie Ort für Konzerte und Trauungen.
- Stadtkirche von 1870 bis 1873 in Form einer Kreuzkirche erbaut. Für ihren Bau soll sich der Pastor Ferdinand Stolzenburg (1811–1887) gegen den Magistrat und mit Unterstützung des Großherzogs erfolgreich eingesetzt haben.
- Rathaus Malchow, klassizistischer Fachwerksbau von 1821
- Ehemaliges Amtsgerichtsgebäude von 1881, heute Stadtverwaltung
- Stadtmühle Malchow von um 1880
- Drehbrücke Malchow, 1863 erstmals als eine solche erbaut. Sie quert die Müritz-Elde-Wasserstraße zwischen Müritz und Elbe und verbindet die Insel mit der Neustadt am Westufer des Malchower Sees.
- Erddamm wurde 1846 errichtet und verbindet seitdem die Insel mit dem Ostufer des Malchower Sees
- Burgwall im Ortsteil Laschendorf, Reste einer slawischen Niederungsburg aus dem 10./11. Jahrhundert
- Jüdischer Friedhof, Alt Schweriner Weg 1

### Geschichtsdenkmale
- Denkmal 1870/71 (geweiht 24. September 1876) an der Stadtkirche (in schlechtem Zustand)
- Denkmal 1914/18 (geweiht 3. Oktober 1920) an der Stadtkirche (Figur eines sterbenden Kriegers von Bildhauer Wilhelm Wandschneider 1945 entfernt und später eingeschmolzen)
- Denkmal 1914/18 Kloster Malchow (geweiht 11. Dezember 1922, Adler 1939 gestohlen)
- Denkmal 1914/18 des Turnvereins (geweiht 29. August 1920)
- Gedenkstätte An der Lagerstraße für 375 KZ-Häftlinge, Kriegsgefangene und Zwangsarbeiter, die Opfer des Faschismus wurden
- Denkmal für die Opfer des Zweiten Weltkrieges auf dem Stadtfriedhof
- Denkmal gefallener sowjetischer Soldaten (errichtet 1945) an der Rostocker Straße
- Gedenkstätte auf dem sowjetischen Soldatenfriedhof Teterower Straße
- Gedenktafel für Jugendliche, die nach Kriegsende 1945 als angebliche Angehörige der Werwolf-Organisation verschleppt und teilweise ermordet wurden (1998 angebracht)

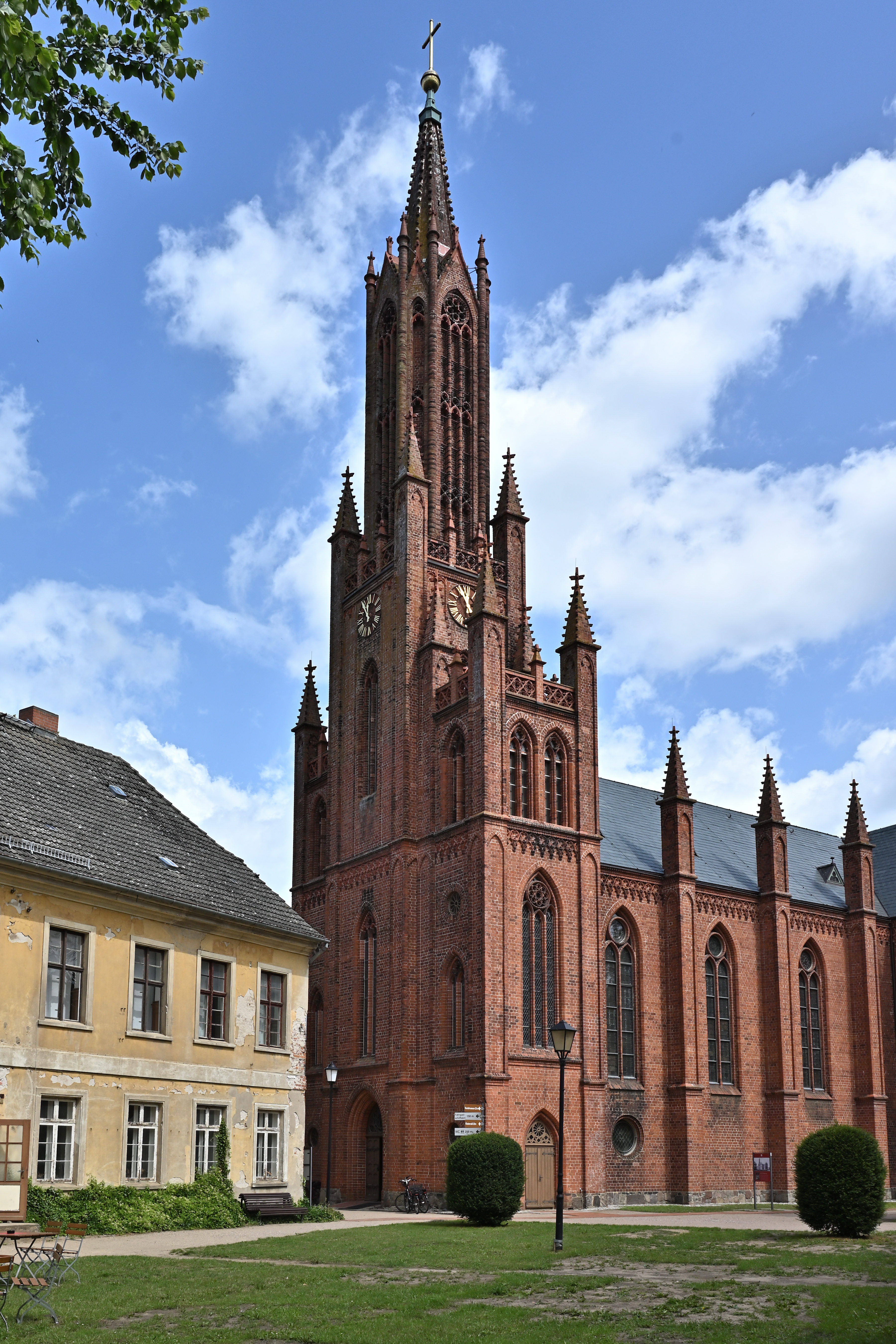
Klosterkirche
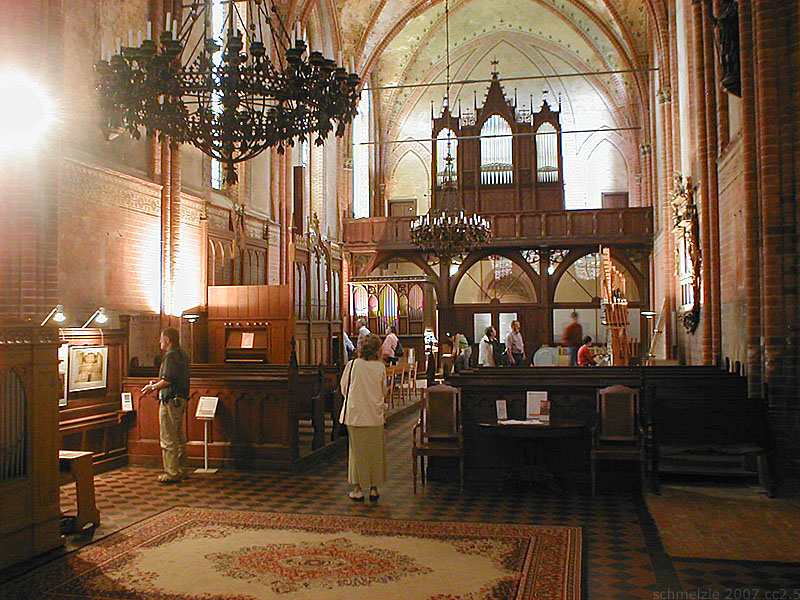
Orgelmuseum in der Klosterkirche
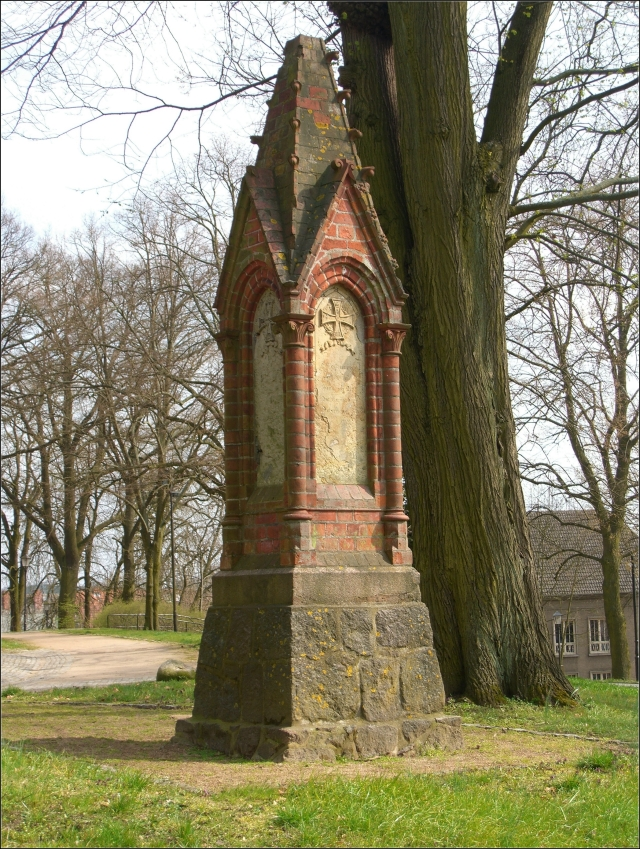
Denkmal 1870/71
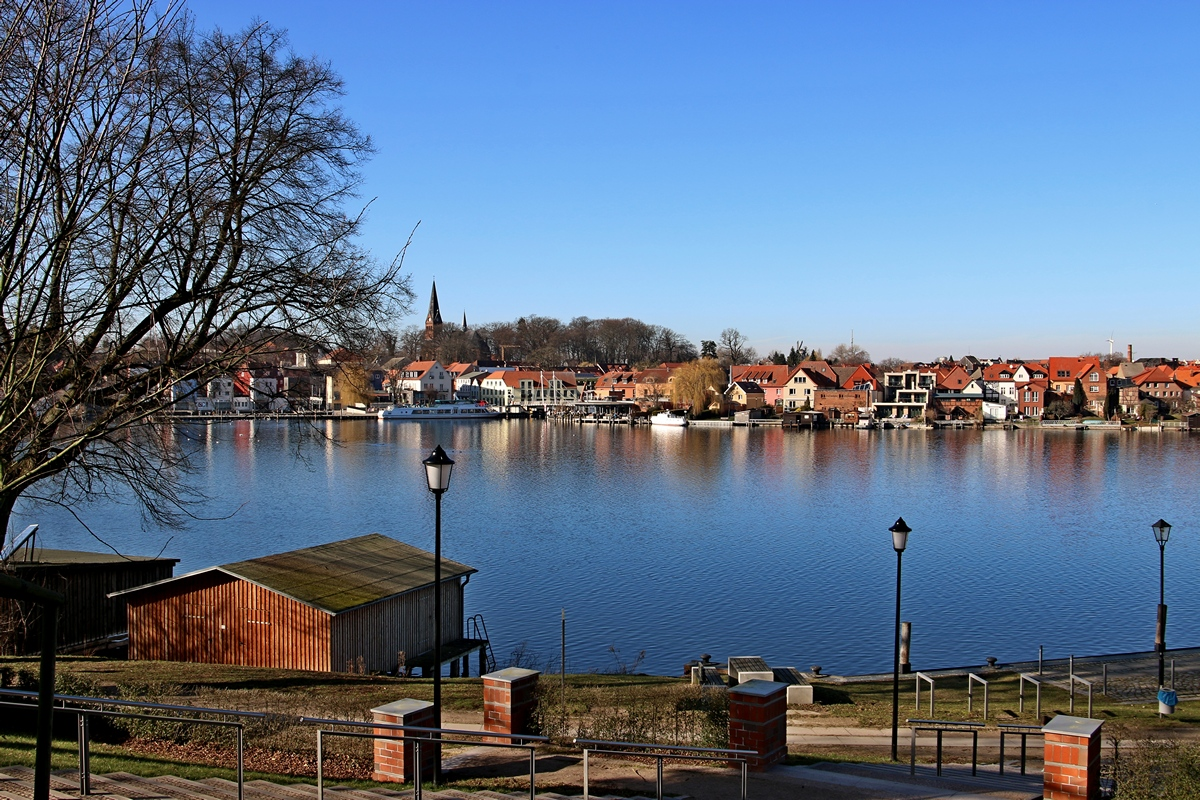
Insel aus südöstlicher Richtung
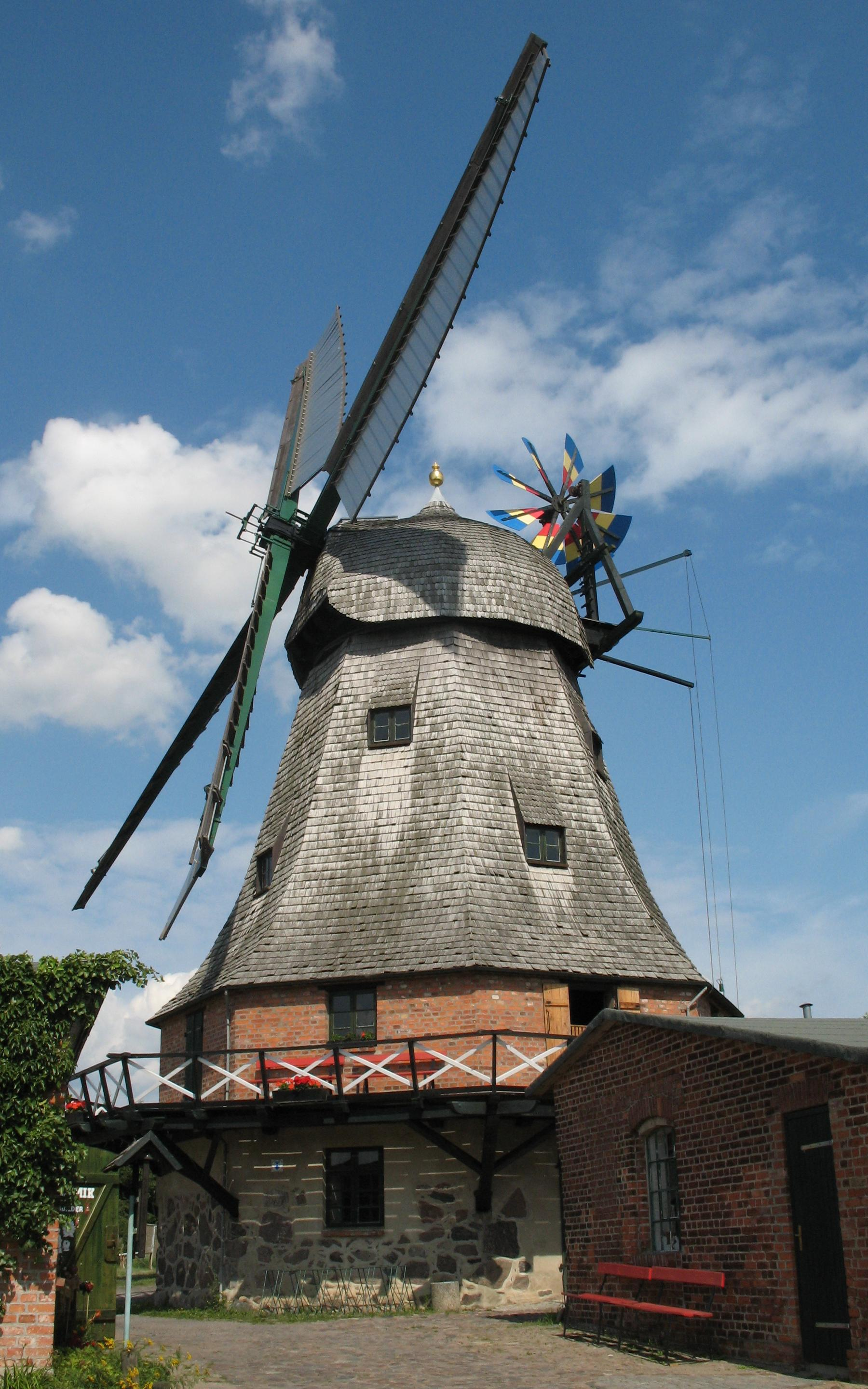
Stadtmühle nahe der Friedrich-Ebert-Straße
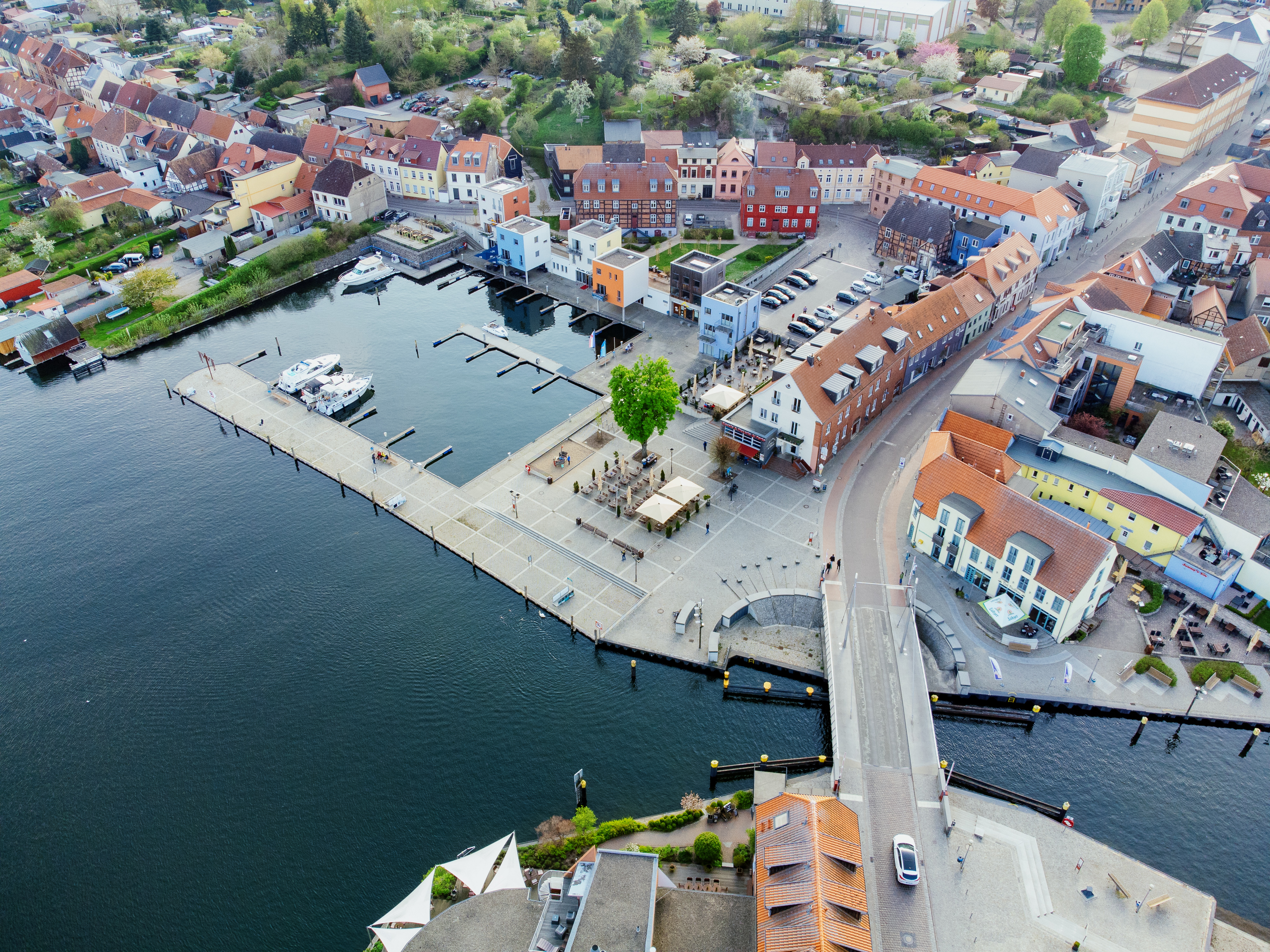
Stadthafen Malchow
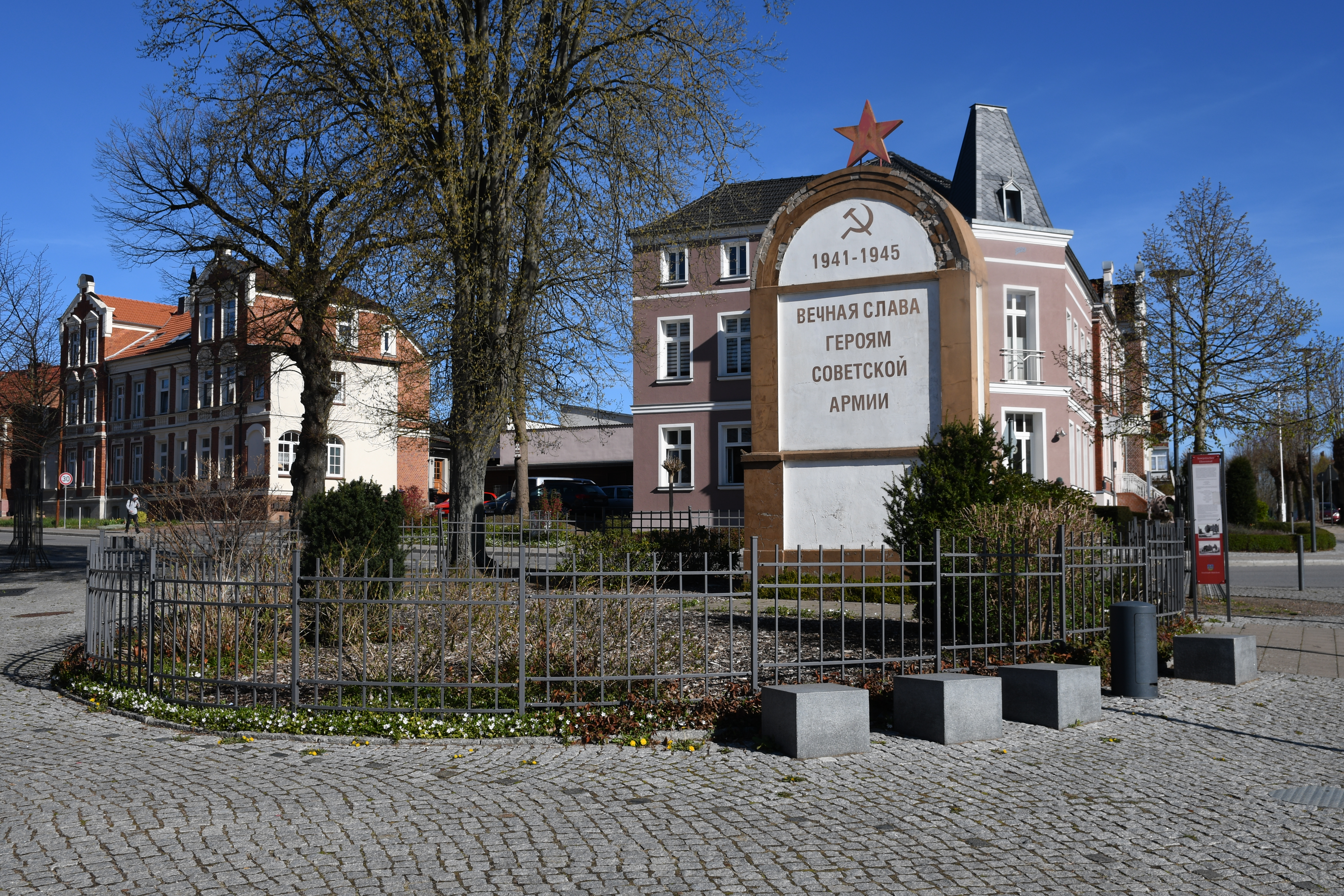
Denkmal für sowjetische Soldaten

### Kultur
- Stadtarchiv Malchow, Alter Markt 5 (seit März 2009), in einem Gebäude von 1867[48] Das 1965 ausgelagerte Stadtarchiv kehrte 1994 nach Malchow zurück.

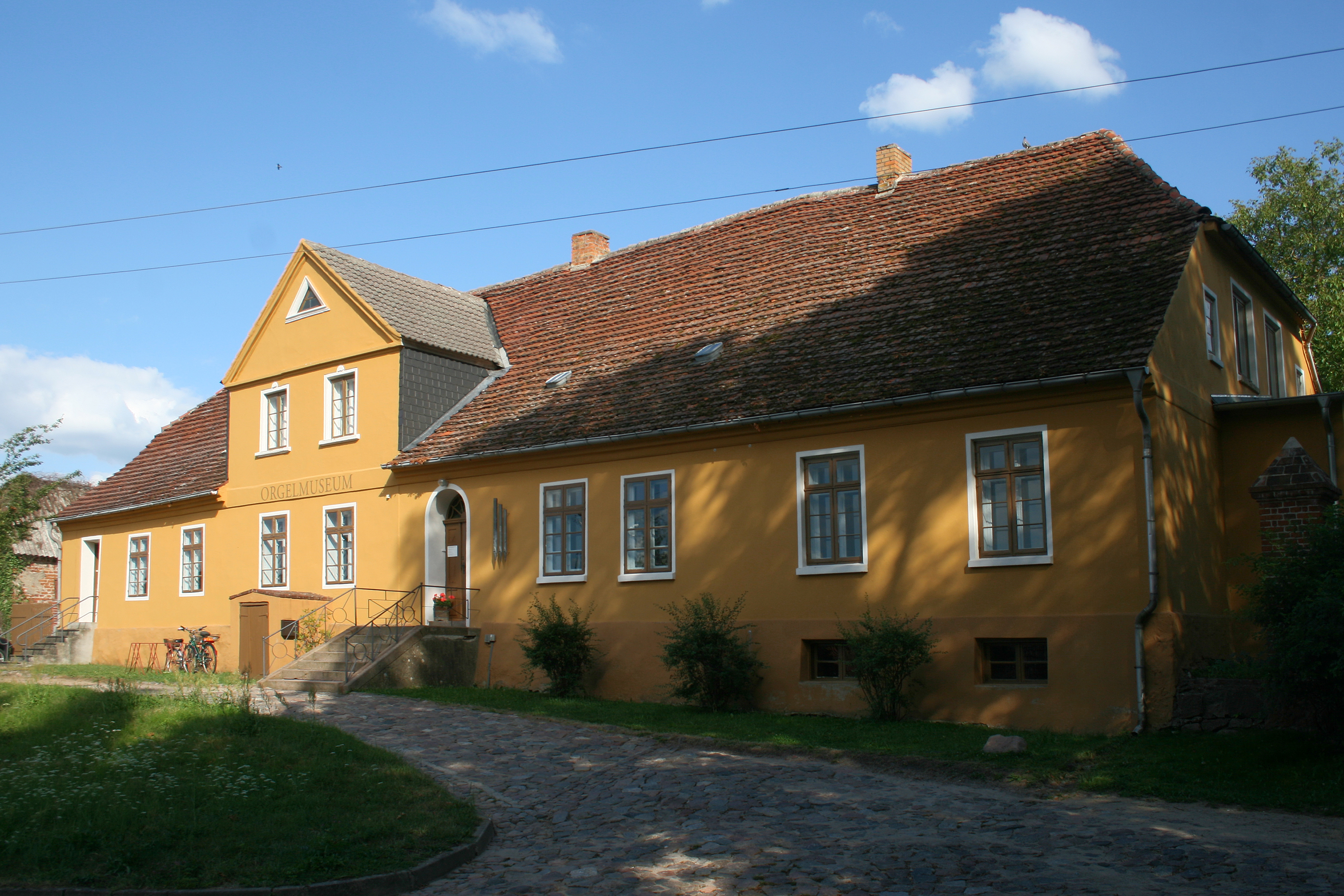
Mecklenburgisches Orgelmuseum

- Mecklenburgisches Orgelmuseum (1997 gegründet) in der ehemaligen Klosterkirche, ausgestattet mit zehn Orgeln aus Mecklenburg. Ausgestellt werden Instrumente aus 700 Jahren Orgelbau unter besonderer Berücksichtigung der romantischen Orgeln. Besucher haben die Möglichkeit, Orgel zu spielen und Konzerte in der Kirche mit mehreren Orgeln zu erleben. Die angeschlossene orgelwissenschaftliche Bibliothek ist in einem benachbarten Gebäude untergebracht.

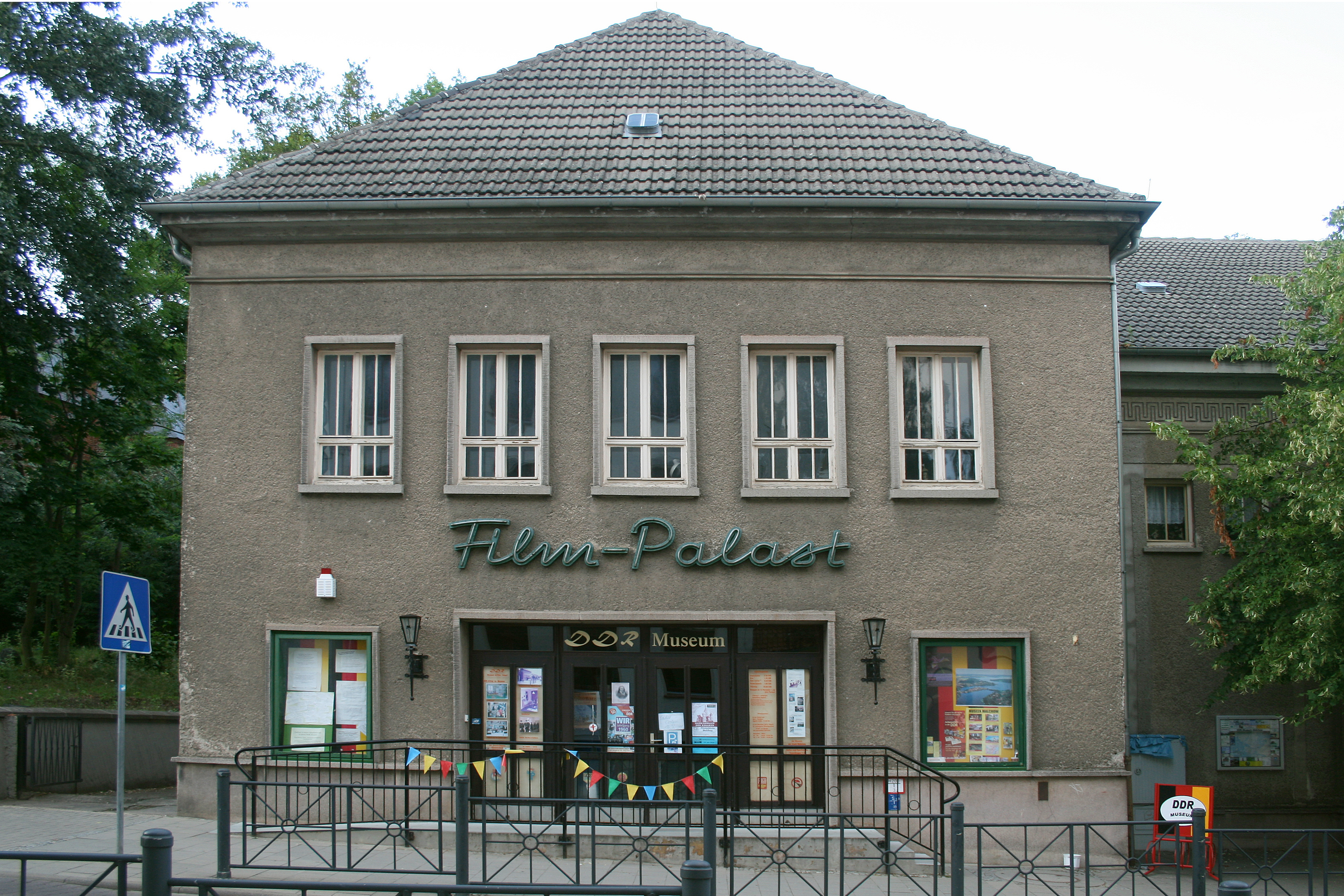
DDR-Museum im ehemaligen „Film-Palast“

- 1999 eingerichtetes DDR-Museum in einem ehemaligen vom Architekten Heinrich Handorf 1956 errichteten Kino Film-Palast mit Ausstellungsstücken aus dem Alltagsleben. Diese reichen von Utensilien der Hochzeit, der Jugendweihe und der FDJ bis zur Geschichte der Rundfunktechnik.[49]
- „Kiek in un wunner di - Museum für Kurioses und Raritäten“ (seit 2007 so genannt) Stadt- und Heimatmuseum (Kloster 47) mit Gegenständen, die einen Einblick in die Lebens- und Arbeitsweise der Bevölkerung geben. Eine Druckerei, eine Schulstube von 1930, eine Schusterwerkstatt und eine Küche aus den 1920er Jahren werden ausgestellt.[50]
- Sammlung zur Radtechnik in der Rostocker Straße 42, mit Kuriositäten aus der DDR-Motorrad-Geschichte und Fahrrädern aus den 1920er Jahren.

- Stadtbibliothek (seit 1902, damals Bücherei) am Neuen Markt im Haus des Gastes „Werleburg“ (Bahnhofstr. 5), rund 15.000 Medien[51]

- Kino Malchow[52], Programmkino örtliche Vertretung des Landesverbandes Filmkommunikation Mecklenburg-Vorpommern. Das Kino befindet sich in der Nähe des Sportplatzes Fleesenseeschule, hat 165 Sitze und wird seit 2003 von der Wohnungsbaugesellschaft der Stadt betrieben.

- Affenwald Malchow im Nordwesten des Stadtgebietes bei der Thälmann-Siedlung – im Winkel zwischen der Autobahn A 19 und der Karower Chaussee – im August 2000 eröffnet. Dort befinden sich in einem 3,5 Hektar großen, begehbaren Naturgehege Berberaffen. Auch werden dort Ouessantschafe gehalten. Zum Unternehmen gehören darüber hinaus zwei benachbarte Sommerrodelbahnen, die knapp 490 Meter lang sind und den Höhenunterschied einer ehemaligen Mülldeponie ausnutzen.

### Veranstaltungen

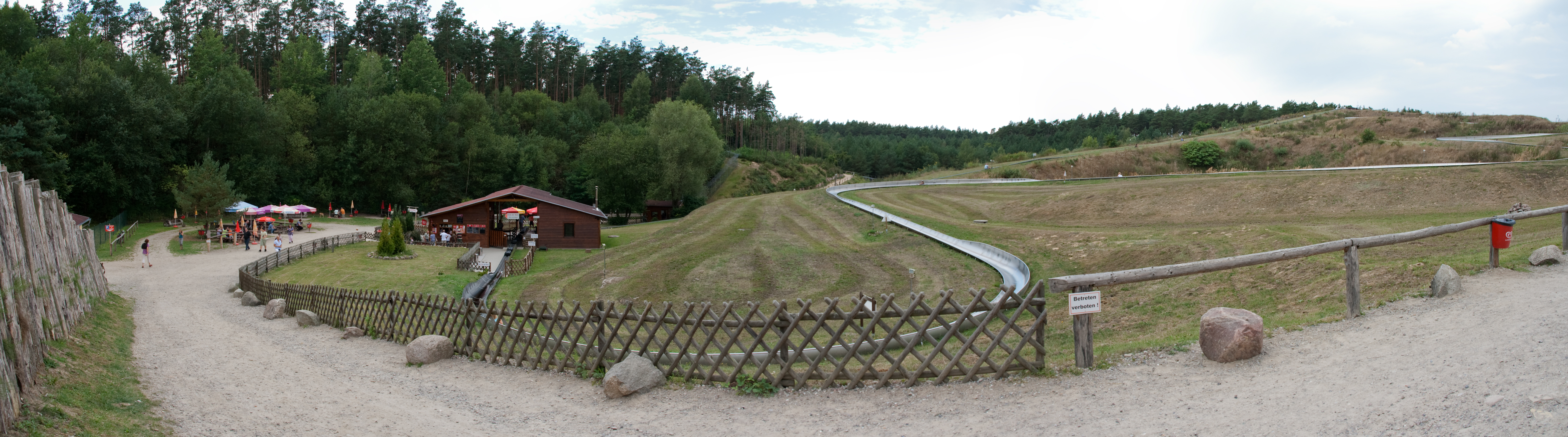
Sommerrodelbahn, links hinten der Affenwald

- Malchower Volksfest am ersten Juli-Wochenende jeden Jahres, seit 1853 gefeiert und damit das älteste Heimatfest im Bundesland, inzwischen im Verzeichnis des immateriellen Kulturerbes eingetragen.[53]

## Wirtschaft und Infrastruktur

### Unternehmen

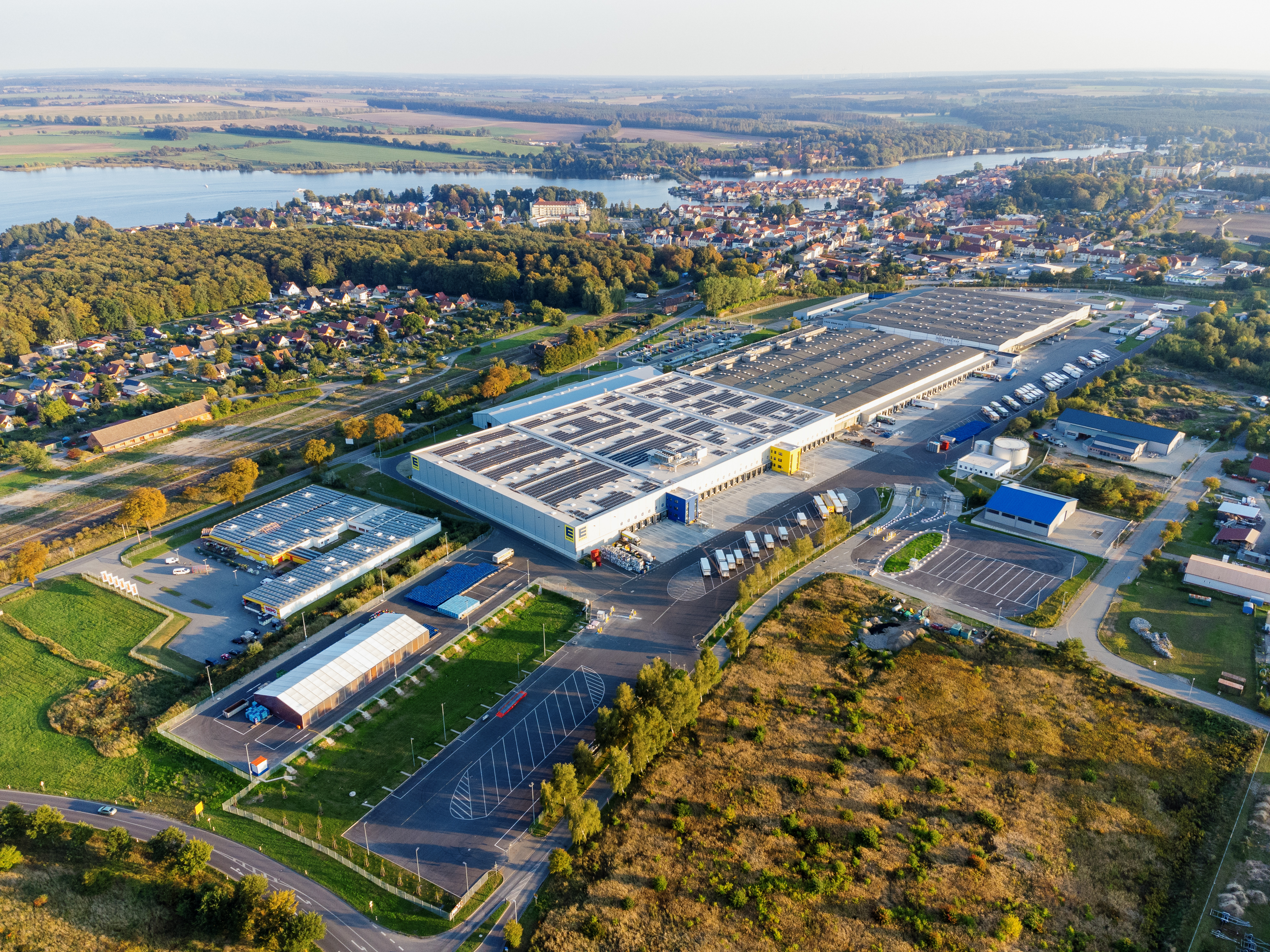
Luftbild des Lagers von EDEKA Nord, 2022

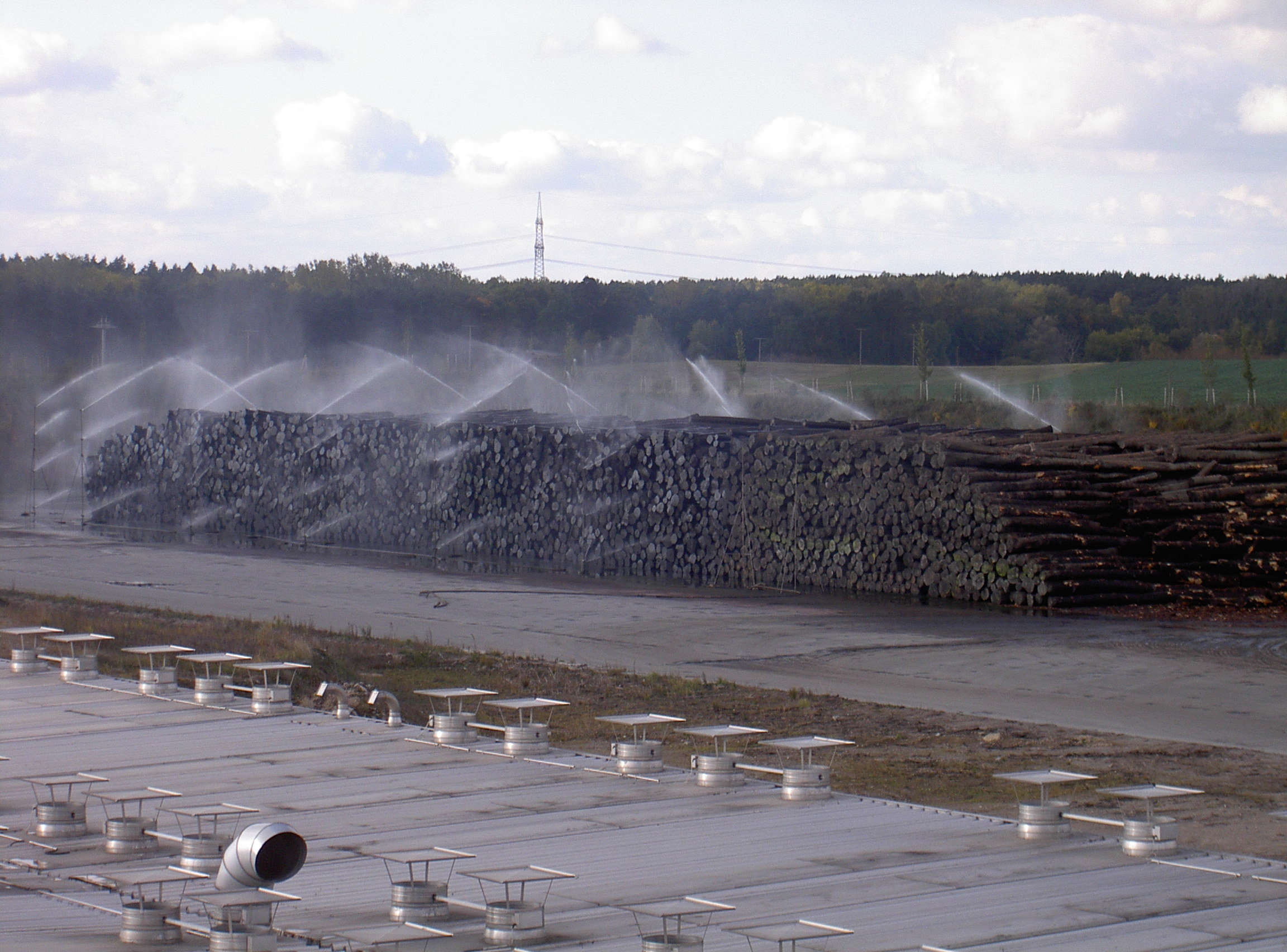
Pollmeier-Werk, 2003

Aufgrund der mittigen Lage am Wasser entwickelte sich die heute verschwundene Tuchmacherei und Färberei im Ort. Zeitweise wurde Malchow daher als das „Manchester Mecklenburgs“ bezeichnet.
In einem seit den 1990er Jahren entwickelten Gewerbepark sind unterschiedliche Unternehmen angesiedelt. Als bedeutende können Edeka mit einem Lagerstandort, dann ein Werk zur Holzverarbeitung sowie unterschiedliche Logistikunternehmen genannt werden. Seit 2021 sind drei Flächen ausgewiesen, welche zur Erweiterung des Gewerbeparks genutzt werden sollen.
1998 erhielt die Stadt eine erste Windkraftanlage. Die 1991 gegründeten Stadtwerke übernahmen 1998 die Stromversorgung.
Einer der größten Arbeitgeber Malchows ist die 1997 eröffnete Reha-Klinik, nordöstlich der Altstadt unmittelbar am See gelegen, mit den Schwerpunkten Orthopädie und Innere Medizin. Sie bietet 236 Betten.

### Tourismus
Malchow ist einer der touristischen Hauptorte der Mecklenburgischen Seenplatte. Das Informationsbüro für Touristen befindet sich im ältesten Haus der Stadt in der Kirchenstraße. Die Stadt hat etwa 1150 Fremdenverkehrsbetten, davon 335 Hotelbetten, 150 Betten in der Jugendherberge, hinzu kommen Ferienwohnungen. 2023 wurde beschlossen, auf dem Gelände der „Alten Weberei“, unmittelbar am See und gegenüber der Inselstadt, eine Hotelanlage zu bauen.

### Verkehr
Malchow liegt an der Bundesstraße 192 zwischen Goldberg und Waren (Müritz). Westlich der eigentlichen Stadt verläuft die Bundesautobahn A 19 (Berlin–Rostock), die über die Anschlussstellen Malchow (via Karower Chaussee) und Waren (Müritz) (via B 192 südlich des Petersdorfer Sees) zu erreichen ist.
Der Haltepunkt Inselstadt Malchow befindet sich an der Bahnstrecke Malchow–Waren (Müritz) unweit des Stadtzentrum hinter der Rostocker Straße. Von dort verkehren Züge der Regionalbahnlinie RB 15 nach Waren (Müritz) mit Anschluss in Richtung Rostock und Berlin. Bis April 2015 bestand außerdem eine Zugverbindung in Richtung Parchim. Sie wurde eingestellt und durch eine nicht durchgängig verkehrende Buslinie ersetzt. Der Verkehr der Linie wurde über die Zeit von unterschiedlichen Eisenbahnverkehrsunternehmen durchgeführt. Bis zum Fahrplanwechsel 2021/2022 durch die Hanseatische Eisenbahn, seitdem durch die Ostdeutsche Eisenbahn.
Der Schiffsverkehr spielt eine gewisse Rolle, doch eher für den Sport- und den touristischen Bedarf.

### Bildung

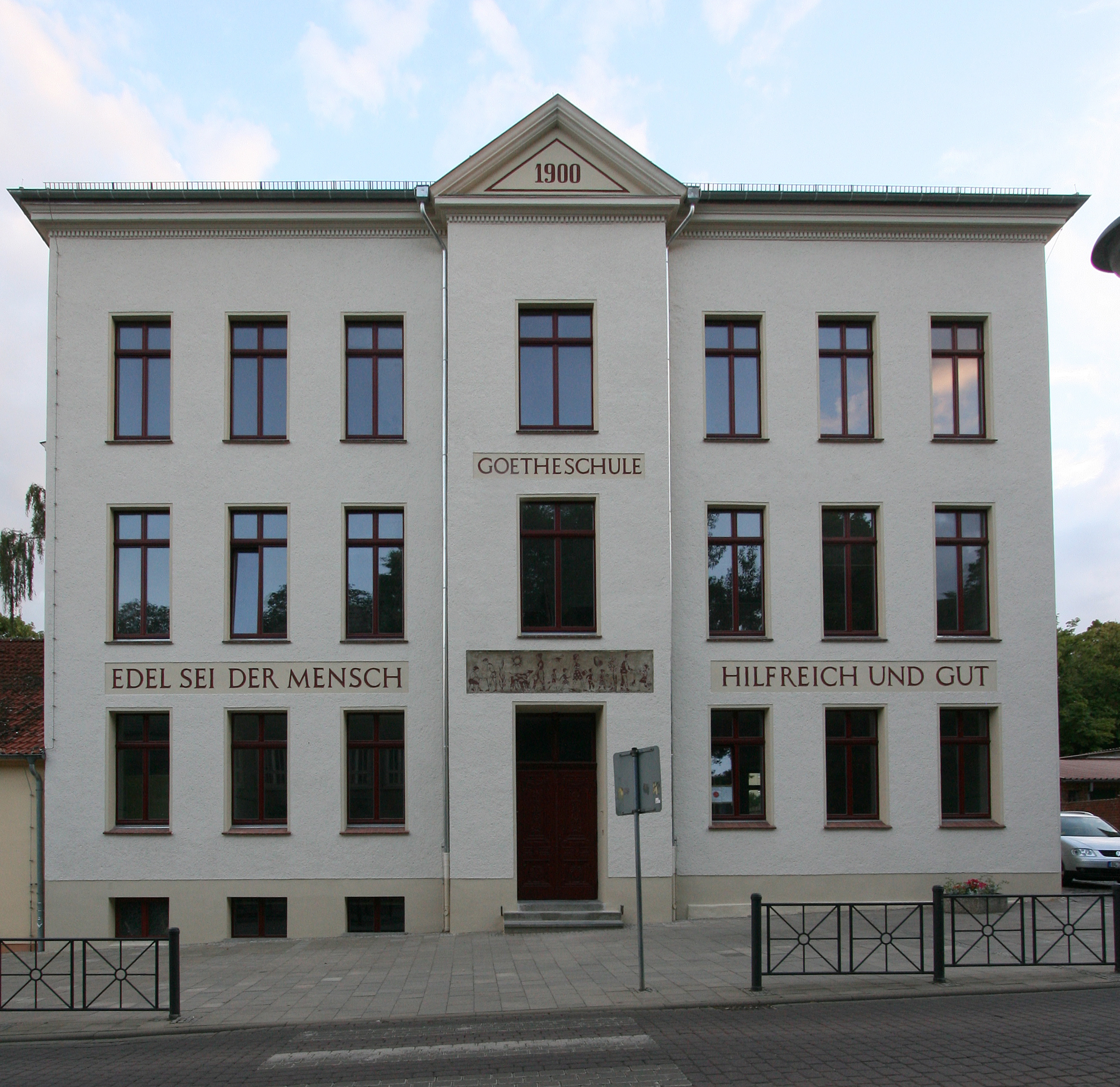
Grundschule – Goetheschule – in der Kirchenstraße 23

- Grundschule „Johann Wolfgang von Goethe“, Kirchenstraße 23
- Fleesenseeschule (Verbundene Regionale Schule und Gymnasium), Schulstraße 3
- Landesschule für Brand- und Katastrophenschutz Mecklenburg-Vorpommern, Strandstraße 12

### Sport

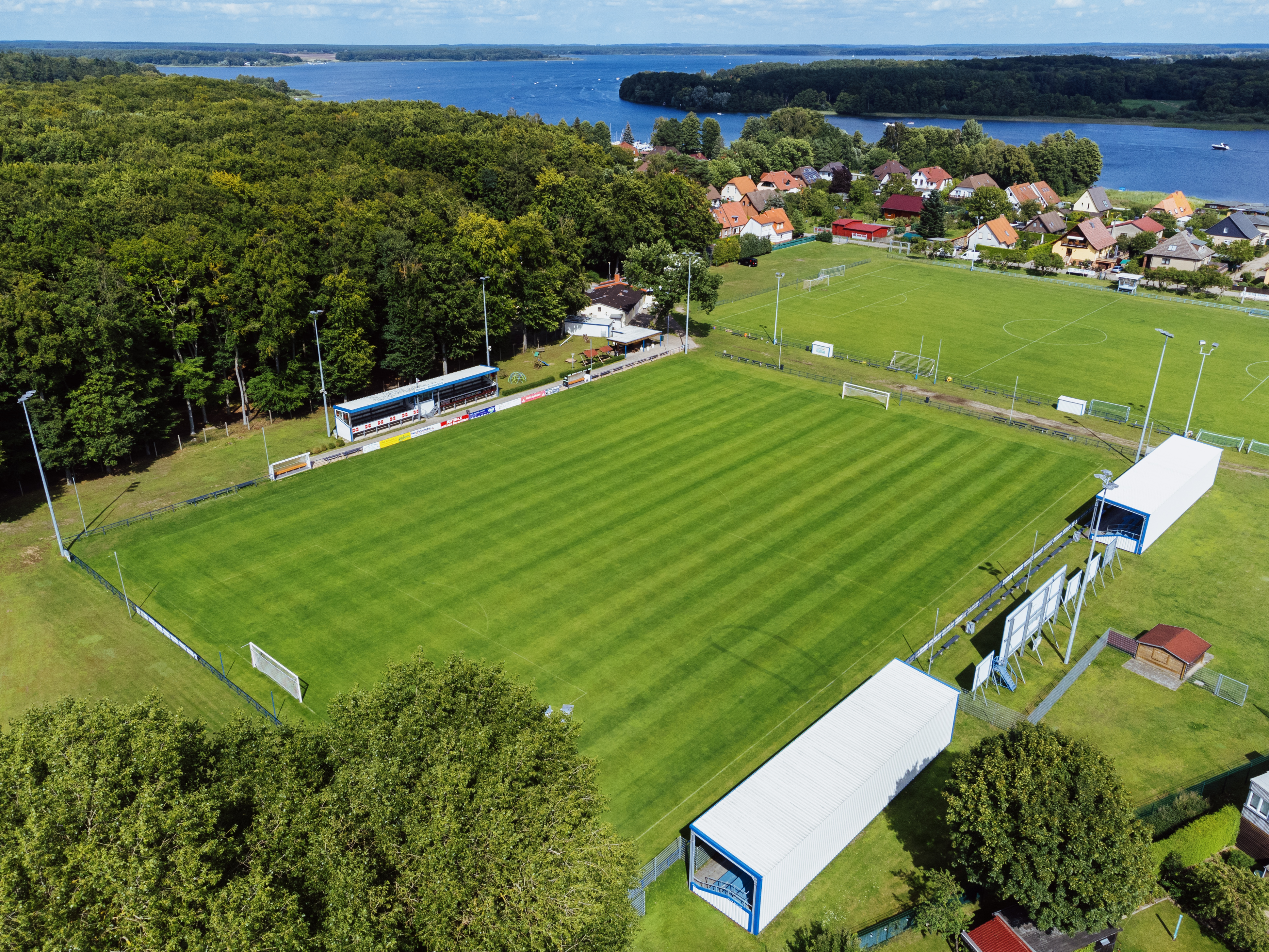
Waldsportplatz Malchow

- Der Malchower SV ist mit der Sektion Fußball seit der Saison 2019/2020 in der Fußball-Verbandsliga Mecklenburg-Vorpommern vertreten, wo er 2023/24 Meister wurde. Heimstätte ist der Waldsportplatz mit einer Kapazität von 3.000 Zuschauern. Zusätzlich existiert ein Kunstrasenplatz in der Schulstraße für 2.000 Zuschauer.
- In der Eishalle in der Schulstraße (in den 1990er Jahren erbaut) kann ganzjährig auf Kunsteis Schlittschuh gelaufen werden. Im Winter ist sie Austragungsort der Ostseeliga, in der die Abteilung Eishockey des Malchower SV, die Malchower Wölfe, spielen. Sie hat eine Kapazität von 500 Zuschauern.
- Die Sport- und Wettkampfhalle im Clara-Zetkin-Ring dient zur Austragung sportlicher Veranstaltungen unterschiedlicher Art. Sie bietet Platz für 300 Zuschauer.[56]
- Die Tennishalle mit zwei Plätzen in der Schulstraße gehört zum Sporthotel Malchow und wurde 1995 erbaut.[57]